# 구미시
구미시(龜尾市)는 대한민국 경상북도 중서부에 있는 시이다. 시청 소재지는 송정동이고, 하위 행정구역은 3읍 5면 17동이다.
과거에는 선산읍 중심의 농업이 산업의 주축이었으나, 경제개발 계획 후 1970년대에 구미국가산업단지가 조성되면서 내륙 수출 산업단지를 보유한 도시로 발전했다. 현재, 경상북도 내에서는 포항시에 이어 2번째로 큰 도시다.
이 지역은 선사 시대부터 사람이 거주하였으며, 고인돌이나 삼국 시대를 전후로 형성된 고분군이 넓은 지역에 분포하고 있다. 특히 신라에 불교가 처음 전해진 해동불교의 성지 도리사를 비롯한 불교 문화와, 길재를 연원으로 하는 이른바 영남학파의 한 축을 담당한 선산 사림의 유교 문화는 이 지역을 대표하는 상징이라고 할 수 있다. 현재의 한 지역은 구미 등으로 불리다가, 경부선 구미역의 개설 후 주요 중심지로 부상하였으며 1978년 구미시가 신설되었고 1995년에 구미시와 선산군을 다시 합쳐 도농복합형 구미시를 설치하고, 구미시선산출장소를 설치함으로써 지금의 구미시가 형성되었다.
구미의 남서쪽에 있는 금오산도립공원은 영남 팔경의 하나이다. 조선 시대까지 있었던 금오산성은 임진왜란 때 곽재우 등이 활약을 펼친 곳이기도 하다. 정월 대보름에는 금오산의 금오제단에서 시장이 헌관으로 참여하는 금오대제가 열린다. 또한, 10월경에 원평동의 문화로를 중심으로 문화로 거리축제가 열린다.

## 지명

대동여지도의 상·하구미면 일대로, 우측의 하천이 낙동강이다.

흥선 대원군의 명으로 1872년에 만들어진 지방 지도의 선산읍성 일대 부분으로, 붉은 원 안에 구미역(九尾驛)이라고 적혀 있다.

《고려사》〈병지〉(兵志)에는 역참에 대해 자세히 기술되어 있는데, 여기에서 상주도장(尙州道掌)의 25개 역의 하나로 ‘구며’(仇)가 등장한다. 이후 《세종실록》 〈지리지〉에는 구며역이 있다고 기록되어 있고, 《신증동국여지승람》에는 구며역과 함께 상구미(上龜尾)와 하구미(下龜尾)가 있다는 기록이 나온다.
이후 조선 성종 연간에 구며역이 구미역(龜彌驛)으로 잠시 바뀌었다가, 다시 구미역으로 되었지만 조선 중기에 선산도호부의 남면(南面)을 둘로 분할하면서, 이름을 각각 상구미방(上龜尾坊)과 하구미방(下龜尾坊)이라 하면서 지명이 구미로 바뀌었다.
‘며’(旀)라는 글자는 원래 이두 문자로, 미(彌)의 속자이다. ‘구며’라는 지명의 문자는 원래 뜻을 가지지 않았으므로, 음이 같고 뜻이 있는 글자인 ‘구미’(龜尾)로 바뀌었다고 사학자 이병도와 불교학자 이인재가 고증한 바 있다.
또한 원삼국 시대에 형성된 진한의 소국으로  지금의 구미 일대, 변군미국(弁軍彌國)이 지금의 구미시 인동동 일대에 있는 고분군의 주변으로 비정되고 있다. 따라서 군미국을 구미의 어원으로 보는 견해도 있다.
인동은 신라 때에는 ‘사동화현’(斯同火縣)이라고 불렀는데, 이후에 ‘수동현’(壽同縣)으로 고쳤다가 경덕왕 때 지금의 ‘인동’(仁洞)으로 이름을 바꾸었다. 이 지역은 또한 ‘옥산’(玉山)이라고도 한다.

## 역사

대동여지도의 선산부·인동현 지역. 서측(좌)으로 지금의 김천시의 일부인 개령현이 보이며, 남쪽으로 금오산성을 나타내는 금오(金烏)라는 글자가 보인다. 선산부 옆으로 노란 점이 바로 역참 구미(龜尾)를 말한다.

이 지역은 선사 시대부터 사람이 거주하였으며, 고인돌이나 삼국 시대를 전후로 형성된 고분군이 넓은 지역에 분포하고 있다. 특히 신라에 불교가 처음 전해진 해동불교의 성지 도리사를 비롯한 불교 문화와, 길재를 연원으로 하는 이른바 영남학파의 한 축을 담당한 선산 사림의 유교 문화는 이 지역을 대표하는 상징이라고 할 수 있다.
17세기 초에 편찬된 《일선지》(一善誌) 인물조에 실린 인물은 327명으로, 같은 시기에 편찬된 《영가지》(永嘉誌)의 안동의 인물이 163명이라는 점을 감안하면 영남지방의 다른 읍에 비해서 압도적으로 많은 숫자를 보여준다. 특히 고려 말 이래로 길재, 김숙자, 김종직, 하위지 등 사림의 주요 인물이 다수 등장하였다. 이중환은 그의 책 《택리지》에서 “조선 인재의 반이 영남에 있고, 영남 인재의 반은 선산에 있다”고까지 할 정도였다.
특히 조선 초에는 1만 명이 채 못 된 인구가 임진왜란 이후 급격히 증가해 18세기에는 8만 명까지 증가하는 등 영남 지방의 주요 도시의 하나로 성장하기도 하였다.
이러한 특징의 배경으로는 낙동강과 그 지류가 흘러 형성한 넓은 경지와 자연조건으로 인해 다른 지역과 비교해 많은 사족(士族)들이 고려 말부터 조선 초까지 유입되었고, 이러한 세력들이 토착 세력과 함께 결합하면서 지방에서의 성장 발판을 마련한 것을 들 수 있다. 또한 농경에 적합한 수리적(水理的) 조건으로 농업 생산성이 다른 지방에 비해 높은 것도 이러한 원인의 하나이다.
현재의 동 지역은 구미 등으로 불리다가, 경부선 구미역의 개설 후 주요 중심지로 부상하였다. 1963년에 구미면이 읍으로 승격한 이후 구미국가산업단지가 조성된 것과 함께 1977년에는 선산군 구미읍과 칠곡군 인동면을 관할하는 경상북도구미지구출장소가 설치되어 지금의 동 지역을 형성하였다. 1978년에는 선산군 구미읍과 칠곡군 인동면을 합쳐 구미시를 설치하면서 양 지역과 구분된 독자적인 권역을 형성하였다. 1995년에는 구미시와 선산군을 다시 합쳐 도농복합형 구미시를 설치하고, 구미시선산출장소를 설치함으로써 지금의 구미시가 형성되었다.
1995년 도농통합형 구미시 출범 당시에는 수출액이 92억 달러였으나, 1997년에 120억 달러였던 수출액은 IMF 구제금융사건 이후 110억 달러로 감소했다. 그러나 1999년에 다시 130억 달러 수준을 회복한 뒤 해마다 수출액을 크게 늘려갔으며 2003년에는 200억 달러 수출을, 2005년에는 300억 달러 수출을 달성하였다. 현재는 구미국가산업단지 내에 1800여 개의 기업에서 근로자 10만여 명이 종사해 시 인구의 주요 축을 담당하고 있다.

## 지리

### 지형

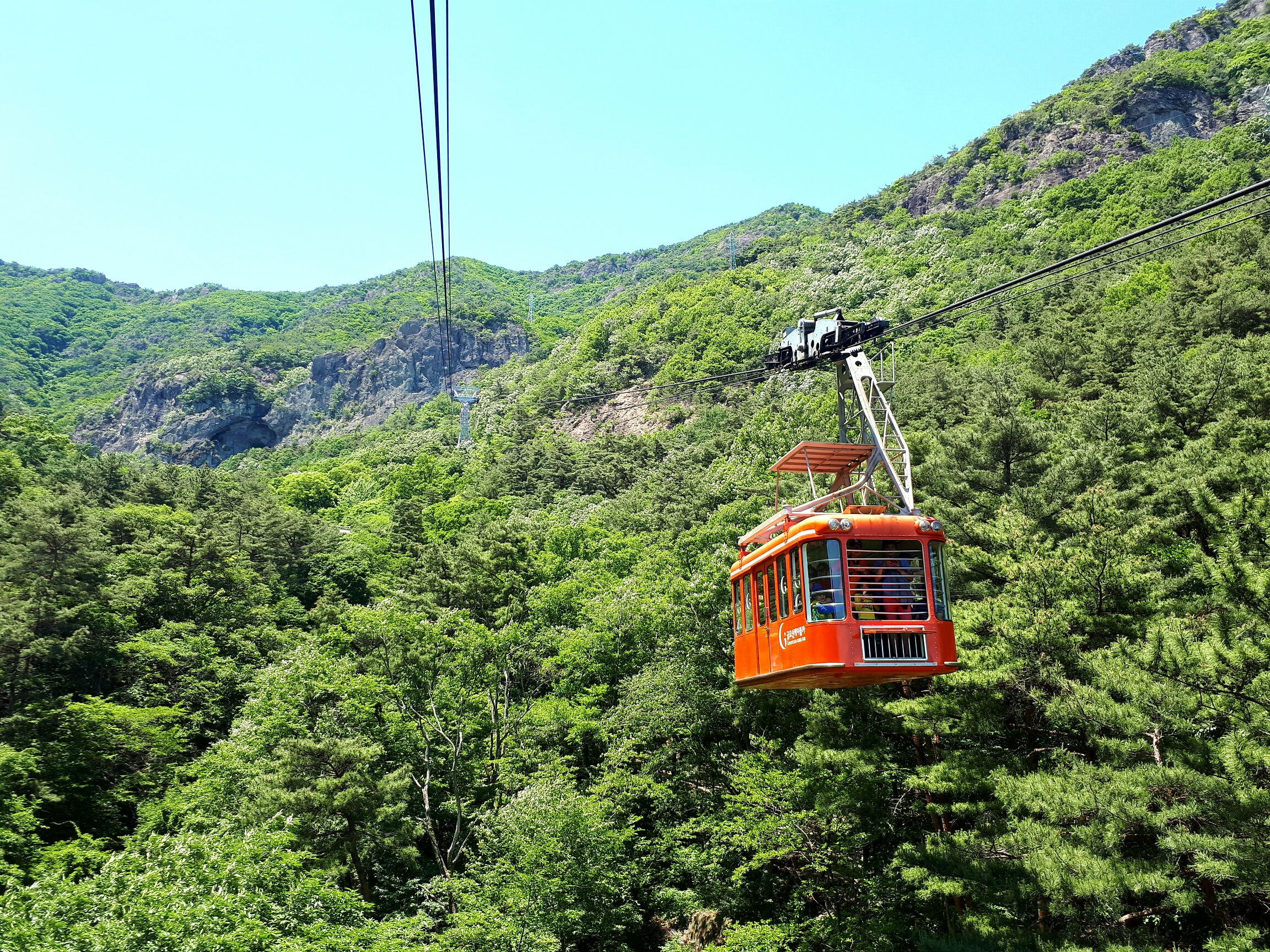
금오산 케이블카

경상북도 중서부에 있으며 동남쪽에는 칠곡군, 서쪽에는 김천시, 북쪽에는 상주시, 동북쪽으로는 군위군과 의성군과 맞닿아 있다. 지세는 대개 서북방에서 동남쪽으로 경사를 이루며 시의 중앙을 낙동강이 북에서 남으로 관통한다. 서남단에는 해발 976미터인 금오산, 동쪽에는 사면석벽의 천생산, 동북쪽에는 청화산과 냉산(태조산) 등이 있다.

### 지질
지질적으로는 낙동강을 중심으로 동·서측으로 구분된다. 금오산을 제외하고는 대부분 화강암류와 화강암질 편마암류로 구성되어 있는 낙동강 서측은 오랜 침식으로 노년기 구릉성 지역을 형성하고 있으며, 비교적 넓은 충적 평야와 낮고 평탄한 구릉이 주를 이룬다. 금오산 일대는 주로 화산암류로 이루진 급한 경사를 보이며, 기복의 차이가 심한 장년기 산세를 이루고 있다. 이 지역의 작은 하천은 대개 낙동강으로 직교하여 유입된다.
금오산의 화산암류는 주로 경상 분지 내에서 일어난 화산 활동으로 형성되었는데, 구미시뿐만 아니라 칠곡군, 김천시의 3개 시·군에 넓게 걸쳐있다. 이 지역은 다양한 암석이 분포하여, 과거에는 금이나 은, 몰리브덴(질산환원효소, 니트로환원효소의 구성성분) 등을 채굴하였으나 현재는 채굴하는 곳이 없다.

### 기후
구미시는 온대 하우 기후(쾨펜의 기후 구분 Cwa)에 속한다. 구미시는 기온의 일교차가 큰 편으로, 대구광역시보다는 한랭하나 경상북도 북부 내륙지역보다는 다소 온화하다. 가장 추운 1월의 평균기온이 -0.6°C, 가장 더운 8월의 평균기온이 25.6°C이며, 강수량은 1113.1mm로 대한민국에서는 적은 편이다.
| 구미지역기상서비스센터 (구미시 남통동, 해발 49.17m)의 기후 | 구미지역기상서비스센터 (구미시 남통동, 해발 49.17m)의 기후 | 구미지역기상서비스센터 (구미시 남통동, 해발 49.17m)의 기후 | 구미지역기상서비스센터 (구미시 남통동, 해발 49.17m)의 기후 | 구미지역기상서비스센터 (구미시 남통동, 해발 49.17m)의 기후 | 구미지역기상서비스센터 (구미시 남통동, 해발 49.17m)의 기후 | 구미지역기상서비스센터 (구미시 남통동, 해발 49.17m)의 기후 | 구미지역기상서비스센터 (구미시 남통동, 해발 49.17m)의 기후 | 구미지역기상서비스센터 (구미시 남통동, 해발 49.17m)의 기후 | 구미지역기상서비스센터 (구미시 남통동, 해발 49.17m)의 기후 | 구미지역기상서비스센터 (구미시 남통동, 해발 49.17m)의 기후 | 구미지역기상서비스센터 (구미시 남통동, 해발 49.17m)의 기후 | 구미지역기상서비스센터 (구미시 남통동, 해발 49.17m)의 기후 | 구미지역기상서비스센터 (구미시 남통동, 해발 49.17m)의 기후 |
| 월                                                         | 1월                                                        | 2월                                                        | 3월                                                        | 4월                                                        | 5월                                                        | 6월                                                        | 7월                                                        | 8월                                                        | 9월                                                        | 10월                                                       | 11월                                                       | 12월                                                       | 연간                                                       |
| ---------------------------------------------------------- | ---------------------------------------------------------- | ---------------------------------------------------------- | ---------------------------------------------------------- | ---------------------------------------------------------- | ---------------------------------------------------------- | ---------------------------------------------------------- | ---------------------------------------------------------- | ---------------------------------------------------------- | ---------------------------------------------------------- | ---------------------------------------------------------- | ---------------------------------------------------------- | ---------------------------------------------------------- | ---------------------------------------------------------- |
| 역대 최고 기온 °C (°F)                                     | 15.3 (59.5)                                                | 24.0 (75.2)                                                | 28.5 (83.3)                                                | 32.9 (91.2)                                                | 36.7 (98.1)                                                | 36.7 (98.1)                                                | 38.3 (100.9)                                               | 38.1 (100.6)                                               | 35.9 (96.6)                                                | 30.0 (86.0)                                                | 25.8 (78.4)                                                | 18.5 (65.3)                                                | 38.3 (100.9)                                               |
| 일평균 최고 기온 °C (°F)                                   | 4.9 (40.8)                                                 | 7.9 (46.2)                                                 | 13.6 (56.5)                                                | 20.4 (68.7)                                                | 25.4 (77.7)                                                | 28.4 (83.1)                                                | 30.2 (86.4)                                                | 30.7 (87.3)                                                | 26.4 (79.5)                                                | 21.2 (70.2)                                                | 13.9 (57.0)                                                | 6.9 (44.4)                                                 | 19.2 (66.6)                                                |
| 일일 평균 기온 °C (°F)                                     | −0.6 (30.9)                                                | 1.8 (35.2)                                                 | 7.1 (44.8)                                                 | 13.3 (55.9)                                                | 18.6 (65.5)                                                | 22.6 (72.7)                                                | 25.3 (77.5)                                                | 25.6 (78.1)                                                | 20.6 (69.1)                                                | 14.2 (57.6)                                                | 7.4 (45.3)                                                 | 1.1 (34.0)                                                 | 13.1 (55.6)                                                |
| 일평균 최저 기온 °C (°F)                                   | −5.4 (22.3)                                                | −3.6 (25.5)                                                | 0.9 (33.6)                                                 | 6.5 (43.7)                                                 | 12.0 (53.6)                                                | 17.4 (63.3)                                                | 21.4 (70.5)                                                | 21.6 (70.9)                                                | 16.0 (60.8)                                                | 8.6 (47.5)                                                 | 2.0 (35.6)                                                 | −3.7 (25.3)                                                | 7.8 (46.0)                                                 |
| 역대 최저 기온 °C (°F)                                     | −24.0 (−11.2)                                              | −16.7 (1.9)                                                | −10.4 (13.3)                                               | −4.3 (24.3)                                                | 1.3 (34.3)                                                 | 7.3 (45.1)                                                 | 12.7 (54.9)                                                | 12.4 (54.3)                                                | 3.4 (38.1)                                                 | −3.3 (26.1)                                                | −10.6 (12.9)                                               | −15.2 (4.6)                                                | −24.0 (−11.2)                                              |
| 평균 강수량 mm (인치)                                      | 18.4 (0.72)                                                | 27.0 (1.06)                                                | 47.7 (1.88)                                                | 79.0 (3.11)                                                | 78.7 (3.10)                                                | 120.3 (4.74)                                               | 233.9 (9.21)                                               | 256.1 (10.08)                                              | 147.6 (5.81)                                               | 53.3 (2.10)                                                | 32.8 (1.29)                                                | 18.3 (0.72)                                                | 1,113.1 (43.82)                                            |
| 평균 강수일수 (≥ 0.1 mm)                                   | 5.1                                                        | 5.4                                                        | 7.2                                                        | 7.7                                                        | 8.2                                                        | 9.1                                                        | 13.8                                                       | 13.3                                                       | 8.9                                                        | 5.0                                                        | 5.8                                                        | 5.3                                                        | 94.8                                                       |
| 평균 상대 습도 (%)                                         | 59.7                                                       | 56.3                                                       | 54.7                                                       | 53.9                                                       | 59.4                                                       | 66.8                                                       | 76.8                                                       | 77.0                                                       | 75.6                                                       | 70.8                                                       | 67.1                                                       | 62.9                                                       | 65.1                                                       |
| 평균 월간 일조시간                                         | 166.8                                                      | 176.2                                                      | 203.8                                                      | 222.9                                                      | 239.0                                                      | 194.1                                                      | 164.2                                                      | 170.3                                                      | 165.6                                                      | 185.9                                                      | 156.7                                                      | 158.6                                                      | 2,204.1                                                    |
| 출처: 기상청 (평년값: 1991년~2020년, 극값: 1973년~현재)    |                                                            |                                                            |                                                            |                                                            |                                                            |                                                            |                                                            |                                                            |                                                            |                                                            |                                                            |                                                            |                                                            |

### 인문지리

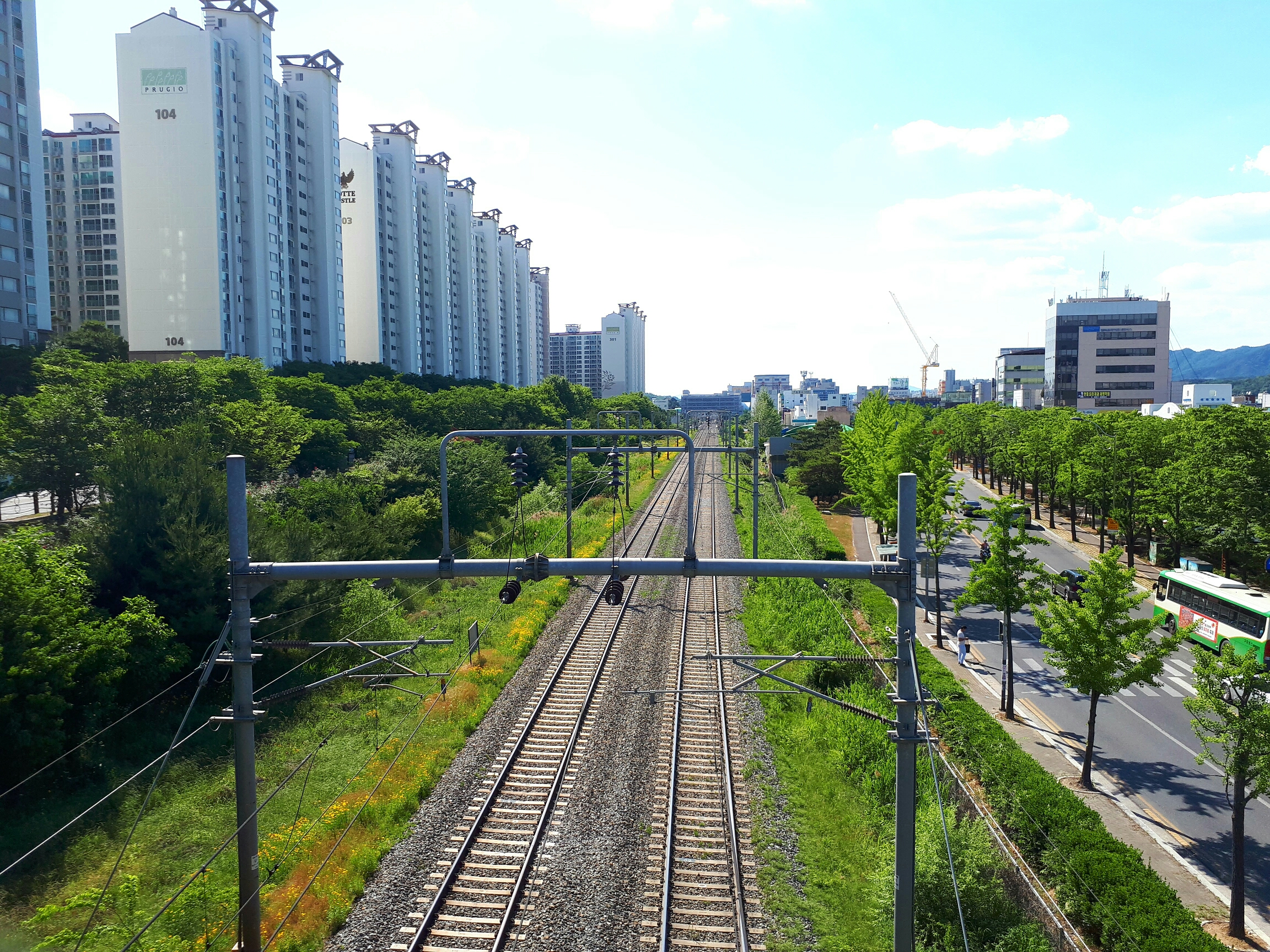
구미시내를 관통하는 경부선 철도

주로 경부선과 경부고속도로를 축으로 하여 구미국가산업단지를 중심으로 발전되고 확장되었다. 인접 지역인 김천시와 칠곡군의 약목면과는 철도와 도로로 밀접하게 연계되어 있으며, 통근자 비율도 높다. 군위군이나 상주시와는 읍·면 지역과 연결되어 재래시장의 상권이나 통학권의 역할을 수행하고 있다.
구미국가산업단지 조성과 함께 방사형 도로를 기반으로 하여 조성된 형곡동 및 송정동 지역은 1970년대 이후 대단위 주택 단지와 시청, 우체국, 구 전화국, 교육청, 상공회의소 등의 업무 지구가 조성되었다. 금오산을 측면에 끼고 있어 양호한 환경을 바탕으로 조성된 형곡동의 주택 지구는 인접한 송정동의 업무지구와 연결되어 주요한 구실을 담당했다. 이후 주택이 과밀해진 1990년대를 전후로 조성된 도량동과 1990년대 후반에 조성된 봉곡동의 주택 지구는 등기소의 이전과 함께 새로운 주택 지구의 역할을 하고 있다.
1995년 도농 통합 당시 30만 명이던 구미시의 인구는 2006년 38만 명으로 증가했으며, 인접한 김천시 아포읍이나 칠곡군 석적읍·북삼읍도 함께 인구가 증가하면서 이른바 ‘낮에는 구미 시민, 밤에는 칠곡 군민·김천 시민’이 되는 통근·통학자도 상당한 숫자를 차지한다.
그러나 도농 통합 이전까지 선산군 지역의 중심 지역이었던 지금의 선산읍 지역은 통합 당시 25,000여 명이던 인구가 지속적으로 감소해 현재는 2만 명 선도 무너졌다. 또한 선산등기소가 구미등기소로 통합된 것을 비롯해 과거 선산에 있던 기관이 동 지역 시가지로 이전하는 등 상권이 위축되면서 통합 이전으로 돌아가자는 움직임까지 나타나기도 했다. 그러나 이후 시를 주도로 개발 계획이 수립되는 등 변화의 조짐이 보이고 있다.

## 정치·행정
2021년 현재 국회의원 선거구는 구미시 갑구와 구미시 을구로 나뉘어 있는데, 구미 갑구는 낙동강 서쪽의 동지역으로 구성되어 있으며, 구미 을구가 동 지역을 제외한 읍·면 지역과 인동동·진미동·양포동의 낙동강 동쪽의 동 지역으로 구성되어 있다. 두 선거구의 인구는 갑구가 219,127명이고, 을구가 171,288명으로 각각 56%와 44%를 차지하고 있다.
시의회 의원 선거구는 도량동·선주원남동에서 3명, 원평1동·원평2동·송정동·지산동에서 2명, 형곡1동·형곡2동에서 2명, 신평1동·신평2동·비산동·공단1동·공단2동·광평동에서 2명, 상모사곡동·임오동에서 2명, 인동동·진미동에서 3명, 양포동에서 2명, 선산읍·고아읍·무을면·옥성면에서 3명, 도개면·해평면·산동면·장천면·양포동에서 3명, 비례 대표 3명으로 총 24명을 선출하고 있다.
박정희 전 대통령의 영향으로 공업 도시임에도 보수세가 꽤 있는 편이나, 경상북도내에서는 진보세 강한 편이다.

### 대통령 선거
선산군 지역은 1952년의 제2대 대통령 선거부터 투표율이 다른 지역에 비해 높게 나타났다. 당시 전국 투표율은 88퍼센트였으나, 이 지역의 투표율은 96퍼센트로 나타났으며 이후에도 구미시는 제15대 대선까지는 다른 지역보다 높은 수준을 유지하였다.
제5대 대통령 선거에서는 지역 출신이었던 박정희가 출마하였으며, 이 지역에서 박정희가 총 44,812표 가운데 34,882표를 얻어 78퍼센트의 지지율을 기록했다. 박정희는 이후 선거에서도 제6대 대선 82퍼센트, 제7대 대선 91퍼센트 등을 기록하며 지역에서 높은 지지를 얻었다. 지역 출신에 대한 높은 지지율은 제13대 대선에서는 약간 감소했지만, 여전히 노태우 후보가 75퍼센트를 얻어 높은 수준을 유지했다. 이후 제14대 대선에서는 김영삼 후보가 62퍼센트를, 제15대 대선에서는 이회창 후보가 62퍼센트를 얻었다.

### 구미시장
1995년에 지방자치제의 실시와 함께 선산군청 및 구미시청을 통합하여 발족한 구미시청은 민선 1기 김관용 시장{전.경북도지사}의 주도로 구미국가산업단지의 정보화 및 디지털 산업의 육성에 지속적으로 관심을 기울였다. 김관용 시장이 재직했던 1995년부터 2006년까지 3배 이상 늘어난 3백억 달러를 달성하였고, 1998년 독일 콘라트 아데나워 재단에서 주관하는 ‘세계적 지방자치 우수단체’ 금상 수상을 비롯하여 ‘기업하기 좋은 도시 대상’, ‘지속 가능한 도시 대상’ 우수상, ‘국가 생산성 대상’ 수상 및 ‘생산성 향상 우수기관’ 선정 등의 성과를 거두기도 했다.
그러나 고성장을 바탕으로 인구도 1995년 당시 30만 명에서 2006년 38만 명으로 증가하였으나, 그만한 수준의 복지 시설이나 문화 시설이 확충되지 못한 점은 문제로 지적되어 왔다. 2006년 6월 30일에 당선된 남유진 시장은 이전의 산업 발달에서 형성된 공직 사회의 경직된 구조를 개혁하고, 교육과 환경을 고려하여 이른바 ‘세계적인 명품도시’ 구상을 여러 차례 발표한 바 있다. 그러나 ‘전임 시장의 흔적 지우기’라거나 ‘특정 지역 인사 우대’라는 비판과 함께, 시민들이 ‘명품도시’에 대해 인지하지 못하고 있다는 비판도 있다.
2018년 6월 13일에 실시된 제7회 전국동시지방선거에서 더불어민주당 소속의 장세용 후보가 당시 자유한국당 이양호 후보를 꺾고 구미시장에 당선되었다. 장세용 후보는 보수의 심장인 구미시에서 최초로 더불어민주당 후보로 당선되었다. 2022년 6.1 전국동시지방선거에서 국민의힘 김장호 구미시장 후보가 70.29%의 득표율로 당선되며 4년 전 민주당에 내주었던 구미시장 자리를 큰 득표차로 탈환했다.

### 구미시청

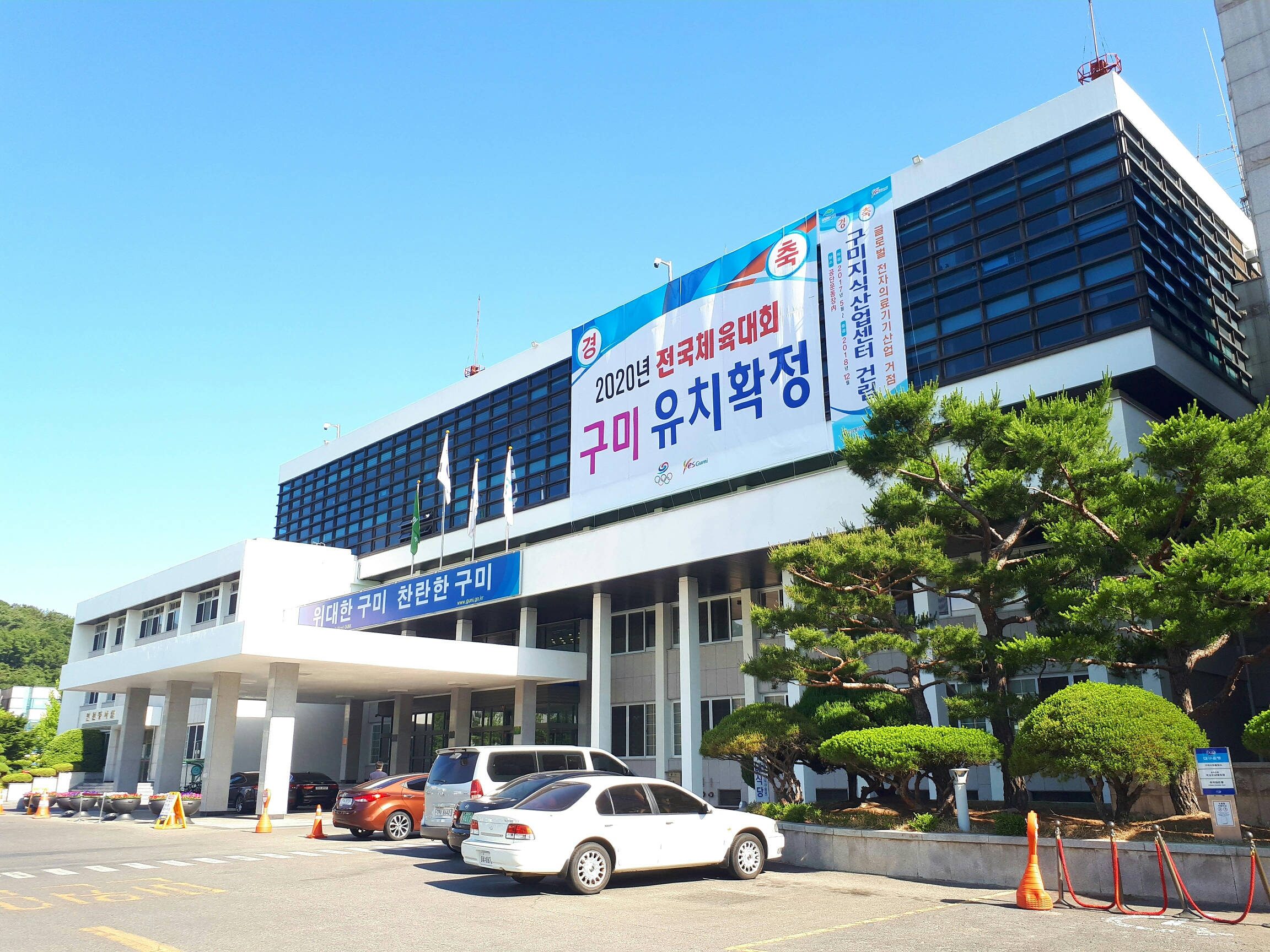
구미시청사

구미국가산업단지 조성과 함께 인구가 증가하고, 그에 따른 행정 수요가 증가함에 따라 1977년 경상북도 구미지구출장소를 설치하여 구미읍 일원과 칠곡군 인동면 일원을 관할로 하였다. 이후 1978년 구미시 출범과 함께 경상북도 구미지구출장소의 관할이었던 구미읍과 칠곡군 인동면을 관할로 하는 구미시청이 개청하였다. 당시 면적은 129.11평방킬로미터로, 인구는 72,037명이었다. 시청 기구는 3실 14과 5개 사업소 21개 행정동 등, 총 직원 487명이었다. 1995년 선산군과 통합하면서 도농통합형 구미시가 출범하였고, 선산에는 구미시 선산출장소를 설치하였다. 2007년 10월 현재 본청의 1실 4국 6담당관 21과의 직원 600여 명과 함께 구미시의회 사무국, 선산출장소(4과), 3개 직속기관, 8개 사업소, 2읍 6면 19행정동 등 총 1500여 명의 직원으로 구성되어 있다.
현 시청 청사는 1978년 당시 신부동(현재 공단동) 금락 빌딩의 구미지구출장소에서 임차해 쓰던 청사를 사용하였으나, 건물이 협소해 원평동에 별관 2개소를 두고 있었다. 이러한 사정으로 새 청사의 필요성이 높아짐에 따라 송정동의 10,581평 부지에 총 건평 2,325평의 청사를 신축하게 되었다. 1978년 10월 5일부터 1979년 10월 6일까지 만 1년간의 공사를 통해 공사비 12억여 원, 연인원 6만 명이 소요되었으며, 1979년 10월 27일에 개청과 함께 11월 29일에 준공식을 가졌다.

## 행정 구역
구미시는 3읍 5면 17행정동 30법정동으로 구성되어 있다. 구미시의 면적은 615.3km2이고, 인구는 2023년 8월 기준으로 406,258명, 세대는 186,876세대이다. 선산읍 및 고아읍과 6개의 면은 시·군 통합 이전의 선산군 지역으로, 통합 당시에는 선산읍과 7개의 면으로 이루어져 있었다.
| 읍면동     | 한자       | 면적 (km2) | 인구    |
| ---------- | ---------- | ---------- | ------- |
| 선산읍     | 善山邑     | 67.07      | 14,105  |
| 고아읍     | 高牙邑     | 63.46      | 38,138  |
| 산동읍     | 山東邑     | 58.18      | 27,124  |
| 무을면     | 舞乙面     | 44.73      | 1,795   |
| 옥성면     | 玉城面     | 66.53      | 1,670   |
| 도개면     | 桃開面     | 60.96      | 2,113   |
| 해평면     | 海平面     | 69.28      | 3,821   |
| 장천면     | 長川面     | 58.15      | 2,867   |
| 송정동     | 松亭洞     | 1.59       | 23,323  |
| 원평동     | 元坪洞     | 2.74       | 5,839   |
| 도량동     | 道良洞     | 3.75       | 28,028  |
| 지산동     | 芝山洞     | 4.27       | 1,981   |
| 선주원남동 | 善州元南洞 | 27.89      | 38,327  |
| 형곡1동    | 荊谷1洞    | 2.33       | 13,470  |
| 형곡2동    | 荊谷2洞    | 2.56       | 16,093  |
| 신평1동    | 新坪1洞    | 0.98       | 4,476   |
| 신평2동    | 新坪2洞    | 0.30       | 3,041   |
| 비산동     | 飛山洞     | 6.22       | 12,950  |
| 공단동     | 工團洞     | 7.95       | 4,271   |
| 광평동     | 廣坪洞     | 1.83       | 4,207   |
| 상모사곡동 | 上毛沙谷洞 | 5.79       | 30,320  |
| 임오동     | 林吳洞     | 6.93       | 18,217  |
| 인동동     | 仁同洞     | 20.33      | 47,240  |
| 진미동     | 眞美洞     | 8.97       | 16,921  |
| 양포동     | 陽浦洞     | 22.51      | 45,924  |
| 구미시     | 龜尾市     | 615.3      | 419,742 |

| 행정 지도                              |
| -------------------------------------- |
| 현재는 산동면이 산동읍으로 승격되었다. |

- 면적은 2020년 7월 20일 기준, 인구는 2023년 8월 31일 주민등록 기준

## 시청
- 현재 구미시청은 경상북도 구미시 송정동에 있다.

## 인구
- 구미시(에 해당하는 지역)의 연도별 인구 추이[26]

| 연도   | 총인구    | 그래프 |
| ------ | --------- | ------ |
| 1975년 | 123,421명 |        |
| 1980년 | 177,500명 |        |
| 1985년 | 209,203명 |        |
| 1990년 | 268,546명 |        |
| 1995년 | 311,431명 |        |
| 2000년 | 341,550명 |        |
| 2005년 | 383,786명 |        |
| 2010년 | 402,607명 |        |
| 2015년 | 421,075명 |        |
| 2020년 | 416,328명 |        |

## 교육
조선 시대부터 이 지역에는 4개의 향교를 비롯하여 많은 서원과 사숙 등이 있었다. 갑오개혁 이후 신식 교육이 널리 퍼졌고, 또한 일제강점기에 여러 공립학교가 세워졌다. 대표적으로 1920년에 4년제로 개교한 구미공립보통학교는 박정희 대통령의 모교로도 잘 알려졌다.
1945년 10월 16일에 장천면의 유지 매암 김동석은 지역의 첫 사립학교인 오상(五常) 학원을 개교하였고, 1946년 6월 11일에는 김우동이 선산중학교를 설립했다.
1970년 당시 이낙선 상공부 장관은 일본 정부에 기술고등학교 설립 협력을 요청했고, 제4차 한일각료회의에서 양 국의 협력을 통해 학교를 설립하기로 합의하였다. 이후 조사를 통해 1971년 구미국가산업단지 내 6만여 평의 부지에 학교를 설립하기로 결정했고, 박정희 대통령을 설립자로 하는 금오공업고등학교의 설립이 1972년 11월 15일 인가되었다. 당시 외자 13억여 원을 비롯해 총 44억여 원이 투입된 동양 최대의 공업고등학교였다.
1954년에 설립된 구미농업고등학교는 1967년에 공업고등학교로 전환했고, 1976년 전자공업고등학교로 전환하였다가 1977년에 국립으로 전환하였다.
1970년대 이후 인구의 증가와 함께 학교의 숫자도 늘어나기 시작하였으며, 구미제일고등학교와 경구고등학교 등이 설립되었다. 코오롱부설 오운여자실업고등학교와 동국방직부설 동국여자실업고등학교도 이 시기에 설립되었으나, 이후 폐교되었다.
2021년 현재 금오공과대학교와 산업대학교인 경운대학교를 비롯해, 사립 전문대학 구미대학교, 폴리텍대학 한국폴리텍6대학 구미캠퍼스가 지역의 고등교육기관의 역할을 담당하고 있다. 이 외에도 14개 고등학교와 25개 중학교, 46개 초등학교가 운영 중이며 특수학교로 구미혜당학교가 있다. 또한 제1산업단지 내에 평생교육원을 운영 중이다.
| \| \| - 경구고등학교 - 경북생활과학고등학교 - 경북외국어고등학교 - 구미고등학교 - 구미산동고등학교 - 구미여자고등학교 - 구미여자상업고등학교 - 구미전자공업고등학교 - 구미정보고등학교 - 구미제일고등학교 - 금오고등학교 - 금오공업고등학교 \| - 도개고등학교 - 사곡고등학교 - 상모고등학교 - 선산고등학교 - 선주고등학교 - 오상고등학교 - 인동고등학교 - 현일고등학교 - 형곡고등학교 \| | | |
| | - 경구고등학교 - 경북생활과학고등학교 - 경북외국어고등학교 - 구미고등학교 - 구미산동고등학교 - 구미여자고등학교 - 구미여자상업고등학교 - 구미전자공업고등학교 - 구미정보고등학교 - 구미제일고등학교 - 금오고등학교 - 금오공업고등학교 | - 도개고등학교 - 사곡고등학교 - 상모고등학교 - 선산고등학교 - 선주고등학교 - 오상고등학교 - 인동고등학교 - 현일고등학교 - 형곡고등학교 |

| \| \| - 경구중학교 - 광평중학교 - 구미신평중학교 - 구미여자중학교 - 구미중학교 \| - 금오중학교 - 도개중학교 - 도송중학교 - 무을중학교 - 봉곡중학교 \| - 산동중학교 - 상모중학교 - 선산중학교 - 선주중학교 \| - 송정여자중학교 - 오상중학교 - 오태중학교 - 옥계동부중학교 - 옥계중학교 - 인동중학교 \| - 진평중학교 - 천생중학교 - 해평중학교 - 현일중학교 - 형곡중학교 - 형남중학교 \| |                                                                          |                                                                  |                                                     |                                                                                       |                                                                               |
| | - 경구중학교 - 광평중학교 - 구미신평중학교 - 구미여자중학교 - 구미중학교 | - 금오중학교 - 도개중학교 - 도송중학교 - 무을중학교 - 봉곡중학교 | - 산동중학교 - 상모중학교 - 선산중학교 - 선주중학교 | - 송정여자중학교 - 오상중학교 - 오태중학교 - 옥계동부중학교 - 옥계중학교 - 인동중학교 | - 진평중학교 - 천생중학교 - 해평중학교 - 현일중학교 - 형곡중학교 - 형남중학교 |

| \| \| - 고아초등학교 - 광평초등학교 - 구미봉곡초등학교 - 구미사곡초등학교 - 구미신평초등학교 - 구미오산초등학교 - 구미왕산초등학교 - 구미초등학교 - 구운초등학교 - 구평남부초등학교 - 구평초등학교 - 금오초등학교 \| - 남계초등학교 - 덕촌초등학교 - 도개초등학교 - 도량초등학교 - 도봉초등학교 - 도산초등학교 - 무을초등학교 - 문장초등학교 - 비산초등학교 - 산동초등학교 - 상모초등학교 - 선산초등학교 \| - 선주초등학교 - 송정초등학교 - 신기초등학교 - 야은초등학교 - 양포초등학교 - 오태초등학교 - 옥계동부초등학교 - 옥계초등학교 - 옥성초등학교 - 원남초등학교 - 원호초등학교 - 인동초등학교 \| - 인의초등학교 - 장천초등학교 - 정수초등학교 - 지산초등학교 - 진평초등학교 - 천생초등학교 - 해마루초등학교 - 해평초등학교 - 형곡초등학교 - 형남초등학교 - 형일초등학교 - 황상초등학교 - 특수학교: 구미혜당학교 \| | | | | |
| | - 고아초등학교 - 광평초등학교 - 구미봉곡초등학교 - 구미사곡초등학교 - 구미신평초등학교 - 구미오산초등학교 - 구미왕산초등학교 - 구미초등학교 - 구운초등학교 - 구평남부초등학교 - 구평초등학교 - 금오초등학교 | - 남계초등학교 - 덕촌초등학교 - 도개초등학교 - 도량초등학교 - 도봉초등학교 - 도산초등학교 - 무을초등학교 - 문장초등학교 - 비산초등학교 - 산동초등학교 - 상모초등학교 - 선산초등학교 | - 선주초등학교 - 송정초등학교 - 신기초등학교 - 야은초등학교 - 양포초등학교 - 오태초등학교 - 옥계동부초등학교 - 옥계초등학교 - 옥성초등학교 - 원남초등학교 - 원호초등학교 - 인동초등학교 | - 인의초등학교 - 장천초등학교 - 정수초등학교 - 지산초등학교 - 진평초등학교 - 천생초등학교 - 해마루초등학교 - 해평초등학교 - 형곡초등학교 - 형남초등학교 - 형일초등학교 - 황상초등학교 - 특수학교: 구미혜당학교 |

## 경제·산업

### 개요
낙동강 유역의 분지에 위치하는 구미시는 예로부터 농산물 생산이 많았던 곳으로 알려져 있다. 오랫동안 이 곳의 주된 산업은 농업이었으나, 1960년대 후반부터 조성된 산업단지로 인하여 구미시는 대한민국의 대표적인 공업도시 중 하나로 알려지게 되었다.

### 농업
선산읍을 중심으로 한 선산분지는 경북 중부의 곡창으로 벼농사의 중심지이다. 2006년 현재 구미시의 경지 면적은 121.77km2이며, 그 중 논이 92.87km2, 밭이 29.14km2다. 경지 면적은 도시화의 영향으로 줄어드는 추세에 있다. 읍·면 지역에서는 아직도 농업의 비중이 상당히 높은 편이다.

### 공업
구미시의 산업은 1968년부터 조성되기 시작해 현재 4공단까지 조성된 구미국가산업단지로 인하여 획기적으로 그 구조가 바뀌었다. 구미국가산업단지는 초기에는 섬유나 가정용 전자제품 생산이 중심이 되었지만, 이후 삼성전자 등의 대형 기업과 반도체 산업의 성장과 함께 반도체·디지털 산업이 중심이 된 대형 산업단지로 발전하였다. 이 지역은 지대가 주변과 비교할 때 비교적 평탄하고, 단지를 관통하는 낙동강을 수원으로 하여 하루에 33만 톤 이상의 물을 공급하고 있어 공업단지로 최적의 요건을 갖추고 있다. 구미국가산업단지는 1999년에는 전국 단일공단 최초로 수출 100억 달러를 돌파했고, 2003년에는 수출 205억 6,600만 달러를 달성하고, 2005년에는 단일 산업단지 최초로 수출액 300억 달러를 넘어선 305억 2,900만 달러 수출을 달성하였으며, 이는 대한민국 수출액의 11%, 무역 수지 흑자액의 84%에 해당한다. 2007년의 수출 목표액은 350억 달러로, 이는 대한민국 수출액의 9.7%에 해당한다.

### 상업 및 유통

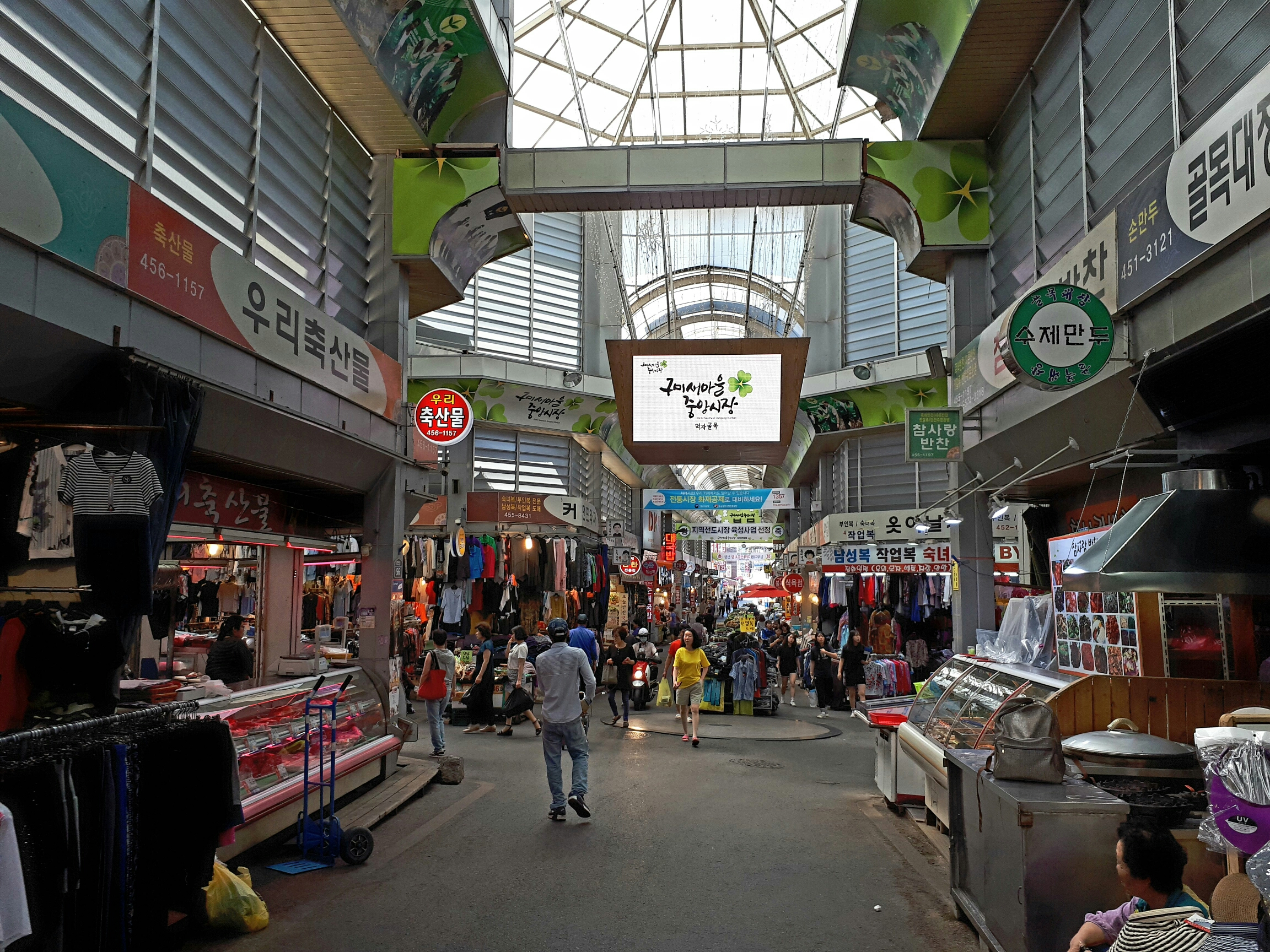
구미중앙시장

과거 구미시 지역에도 정기시장이 존재했으나, 근대적인 상업이 발달하면서 현재는 일부 읍·면 지역에서 5일장 형태로만 명맥을 유지하고 있다. 1960년대 이후, 현재의 동지역이 구미시 전체의 상업 중심지로 부상하기 시작하면서 이 지역을 중심으로 정기시장이 발전하였다.
현대적인 대형 유통점은 1990년 동아백화점 구미점이 처음으로 문을 열면서 시작되었다. 2000년대 들어 대형 할인점들이 잇따라 들어서며 구미시 유통시장에는 큰 변화가 일어났다. 2002년 6월 15일 이마트 구미점이 개장하였고, 2005년 12월에는 홈플러스와 롯데마트가 문을 열었다. 이 중 롯데마트 구미점은 개점 당시 국내 롯데마트 점포 중 최대 규모였다. 이들 세 대형 할인점은 광평동 반경 500미터 이내에 밀집되어 있다.
이러한 대형 할인점의 입점은 소비자 선택의 폭을 넓히고 지역 내 고용을 창출하는 긍정적인 효과도 있었지만, 전통 상권의 위축과 지역 경제 침체라는 부정적인 영향도 함께 제기되었다. 이에 따라 구미시는 롯데마트의 24시간 영업 계획을 불허한 바 있다.
신세계 이마트는 임수동에 새로운 부지를 확보하고 동구미점 신설을 추진하였으나, 일부 시민의 반대와 시청의 교통 문제 등을 이유로 허가가 거부되었다. 이후 이마트 측은 행정소송을 통해 입점을 강행했고, 구미시는 일정 조건을 부여한 끝에 건축심의를 통과시켰다. 그러나 시민 반대가 계속되면서 허가 여부는 오랫동안 불확실한 상태였다. 결국 2010년 12월 28일 구미시가 소송을 포기하면서 이마트 동구미점 개설이 허가되었고, 2011년 12월에 개장하였다.
한편, 구미시에 유일하게 입점한 백화점인 동아백화점 구미점은 ‘패션 전문 백화점’을 목표로 식당, 전자제품, 문구점 등의 매장을 철수시키고 대대적인 리노베이션을 진행한 바 있다.
2010년대 초반 구미시에서는 이마트 동구미점 개점이 가장 큰 이슈였다. 여러 차례의 행정 갈등과 시민단체의 반대에도 불구하고 2011년 12월 동구미점이 문을 열면서, 이마트, 홈플러스, 롯데마트 등 국내 주요 대형 유통업체가 모두 구미에 진출했다. 이들 대형마트는 대부분 도심 지역에 집중되어 대형마트 간 경쟁이 치열해졌다.
이 경쟁 속에서 다양한 마케팅 전략과 서비스 개선이 이루어져 소비자들은 더욱 다양한 상품을 편리하게 구매할 수 있었으나, 전통시장과 골목상권은 상대적으로 위축되어 지역 상인들의 어려움이 커졌다.
2010년대 중반부터는 전국적인 추세와 같이 구미에서도 온라인 쇼핑과 모바일 기반 소비가 빠르게 확산되었다. 1인 가구 증가와 간편식 소비 트렌드가 강화되면서 기존 오프라인 중심의 유통 구조는 점차 변화했다.
이에 대응해 일부 대형마트는 온라인 배송 서비스와 픽업 서비스를 도입했고, 지역 소상공인들도 SNS 마케팅과 온라인 주문 시스템을 활용하는 등 점진적인 디지털 전환을 시도했다.
2020년 초 코로나19 팬데믹의 확산은 구미시 유통에 큰 영향을 끼쳤다. 사회적 거리두기와 외출 자제로 인해 오프라인 매장은 매출이 급감했고, 특히 전통시장과 로드숍, 식당가 등의 중소 자영업자들이 큰 타격을 입었다. 이 시기를 계기로 배달앱, 모바일 주문, 비대면 결제가 급속히 확산되었으며, 대형마트보다 온라인 중심의 소비 구조로 빠르게 전환되었다.
팬데믹을 기점으로 온라인화, 분산화, 디지털화로 급격히 재편되고 있다. 대형 오프라인 중심 구조는 한계를 보이며, 소비자들은 편리함, 속도, 경험을 중시하는 방향으로 이동 중이다. 이에 따라 구미시 유통 경쟁력은 물리적 규모보다는 접근성, 다양성, 디지털 대응력에 의해 결정되는 추세다.

## 교통

### 철도 교통

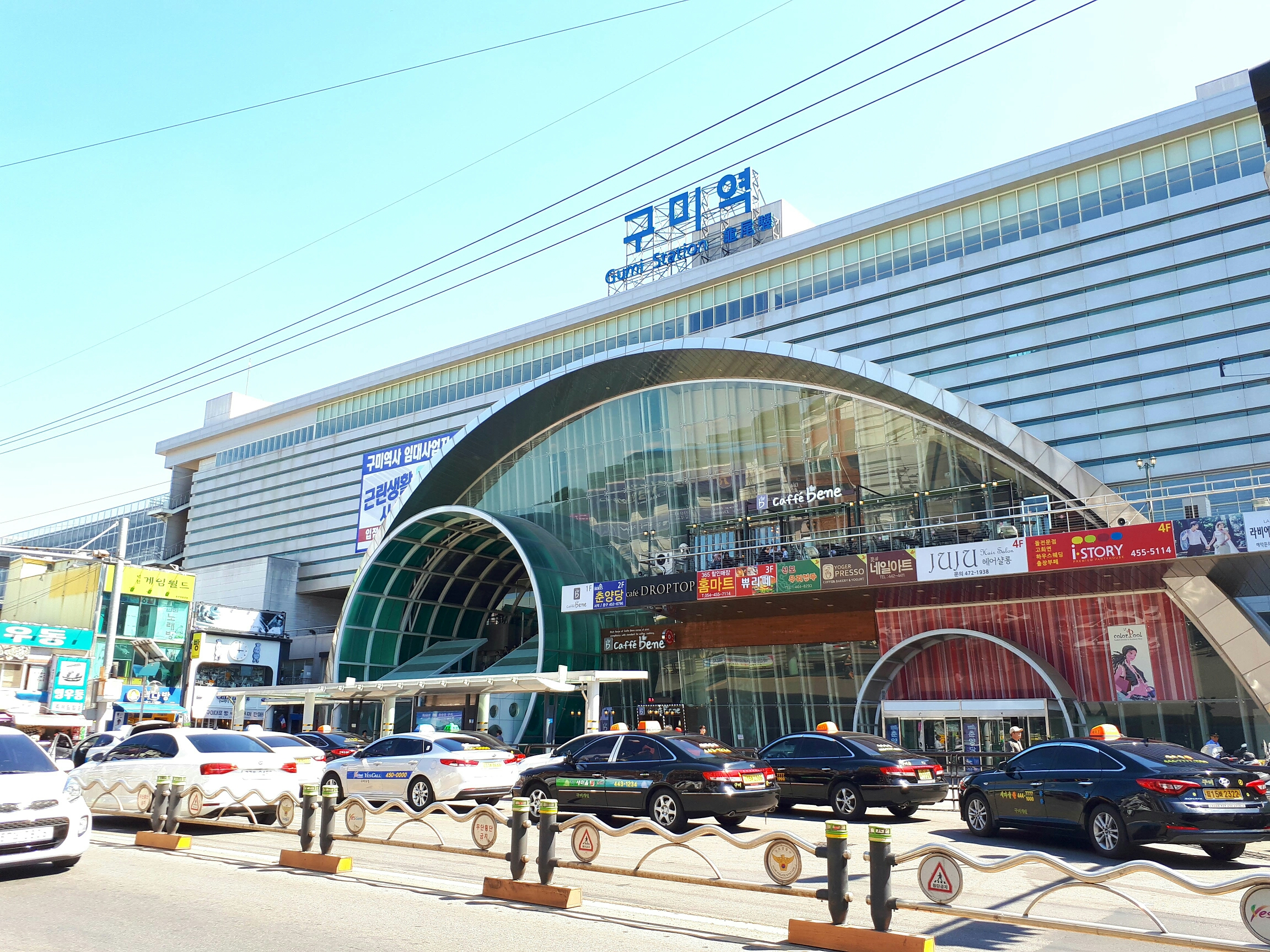
구미역

경부선 철도가 시의 남서쪽에 위치한 도심을 관통한다. 서울기점 276.7킬로미터 지점의 구미역과 281.3킬로미터 지점의 사곡역이 위치하고 있다. 2005년의 구미역 이용객 숫자는 약 485만 명으로, 하루 평균 1만 3천여 명이 이용했으며 사곡역은 연간 1만 1천여 명이 이용해 하루 평균 약 30명이 이용했다. 현재 구미역에서는 새마을호와 무궁화호를, 사곡역에서는 무궁화호를 탈 수 있다.
경부고속철도 개통 이후 일반 열차 편성이 감소하고, 구미시에서도 KTX 정차 요구가 끊임없이 지속되었으므로, 한국철도공사는 2007년 6월 1일부터 하루 상·하행 각 2회씩 기존 경부선을 경유하는 KTX 열차를 김천역과 구미역에 정차하기로 결정하였다. 구미시는 이를 위해 한국철도공사 측에 운행 적자의 보전과 구미역 광고용 전광판의 설치, 도로 정비, 주차장 부지 제공 등 250억 원 가량의 지원을 약속하였다. 그러나 운행 횟수가 너무 적은데다 운행 시간 또한 출·퇴근 시간대나 업무 시간대와 동떨어져 이용객에게 불편을 준다는 지적이 있어, 한국철도공사에서는 2008년 1월부터 구미역을 경유하는 KTX 열차의 운행 편수를 기존 상·하행 각 2회에서 하루 상·하행 각 4회씩으로 늘렸다.2010년에는 김천시 남면 경북혁신도시에 김천(구미)역이 완공·개통되었으며, 이에 따라 구미역을 경유하는 KTX는 폐지되었다.
이 외에도 2005년에 당선된 남유진 구미 시장은 2011년까지 경부고속철도 김천(구미)역과 구미국가산업단지 사이를 연결하는 경전철을 건설한다는 공약을 제시하였으나, 5천억 원 이상의 건설비에 비하여 활용도나 필요성이 떨어진다는 지적이 제기될 뿐만 아니라 계획도 세워져있지 않아 실현 전망은 불투명하다.
2020년대에 접어들면서 구미역은 대구·경북권 광역전철망의 핵심 거점으로 자리잡아 새로운 전철 시대를 열고 있다. 대구와 경북을 잇는 광역철도 노선이 확장됨에 따라 구미역은 단순한 경부선 정차역을 넘어 대경권 내 통근, 통학, 출퇴근 교통의 중심 허브로 부상했다.
광역전철 시대의 도래로 구미 시민들은 대구 및 인근 도시와의 접근성이 크게 개선되었으며, 이로 인해 지역 경제와 산업, 문화 교류가 활발해지는 효과를 누리고 있다. 아울러 대중교통 이용 편의가 증대되고 철도와 버스 등 다양한 교통수단 간 환승 체계도 점차 정비되어 구미시 내 교통망이 더욱 촘촘하게 연결되고 있다.

### 도로 교통

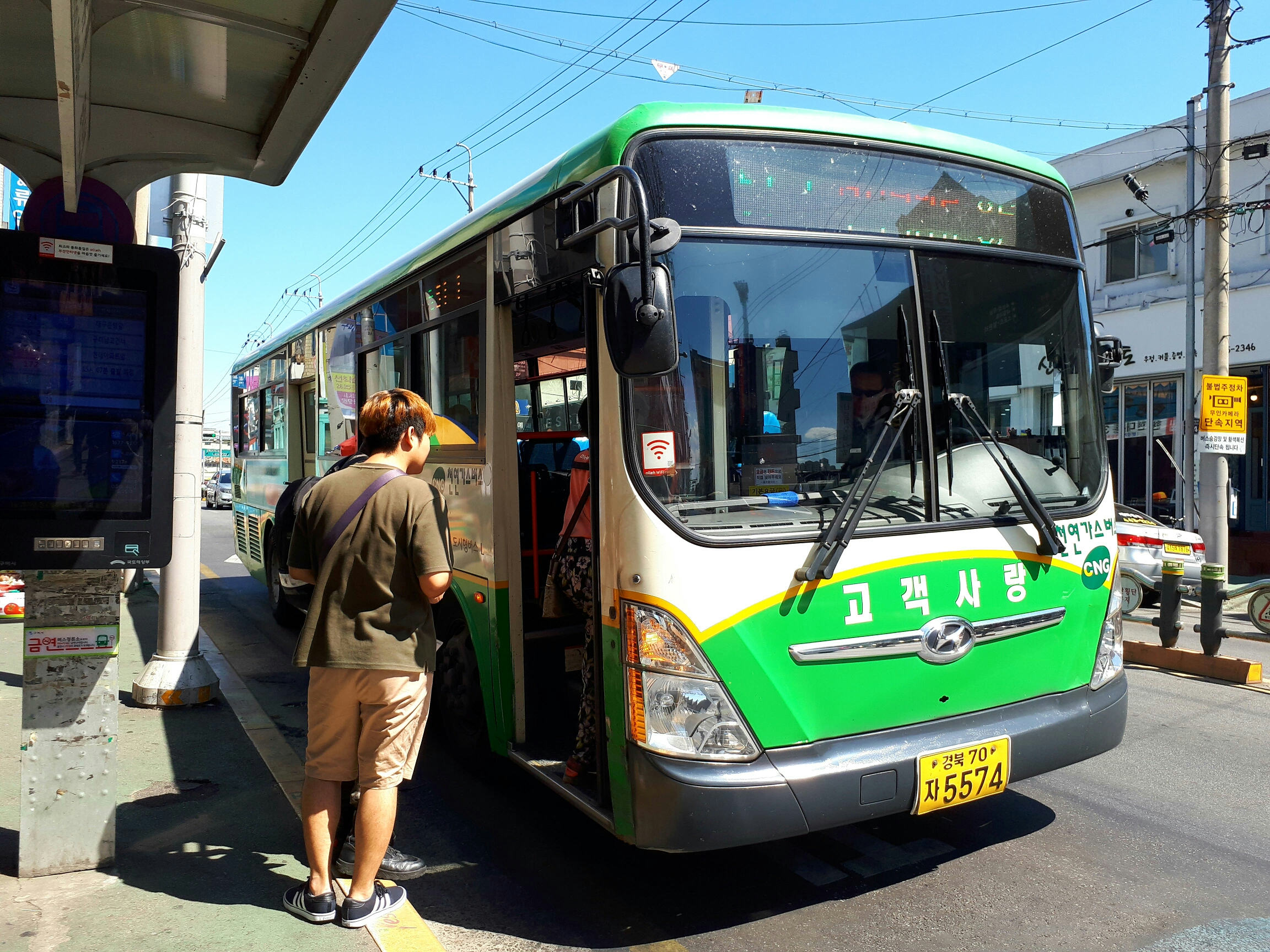
구미시내버스

경부고속도로가 도심을 동서로 관통하며, 중부내륙고속도로가 창원을 기점으로 양평과 연결되어 남북으로 관통하고 있다. 중부내륙고속도로는 구미국가산업단지에서의 마산항의 물자 수송에 도움이 되고 있으며 동측으로는 중앙고속도로가 통과한다. 경부고속도로 선상의 구미 나들목과 남구미 나들목, 중부내륙고속도로의 선산 나들목, 영천상주고속도로의 도개 나들목이 있다. 구미 나들목은 연간 492만여 대의 차량이 이용하며, 남구미 나들목은 433만 여대, 선산 나들목은 71만여 대의 차량이 이용하고 있다.
국도 제33호선이 남북으로 관통해 선산읍과 고아읍을 연결하며, 남측으로 김천과 칠곡을 연결하는 국도 제4호선이 국도 제33호선과 연결된다. 북측으로는 국도 제25호선이 국도 제5호선과 연결되어 대구와 상주를 이으며 통과하고 있다. 또한 국도 제67호선이 동측에서 남북으로 2공단과 3공단을 통과해 상주와 칠곡을 연결하고 있다.
시외로의 대중교통은 구미종합터미널과 선산터미널의 2개 터미널과 고아·해평·도개·산동·장천의 5개 정류소가 분담하고 있으며, 구미종합터미널은 고속버스와 시외버스가 공동으로 이용하고 있다.
시내버스는 일선교통과 구미버스가 공동으로 배차하고 있으며, 노선 협의 및 조정을 위해 공동관리위원회를 운영하고 있다. 현재의 노선은 2004년부터 노선체계 개선 방안을 마련하기 시작하여, 2005년 7월 10일부터 시행하기 시작한 노선이다. 당초에는 지·간선 체계 도입 및 무료 환승 등을 시행할 예정이었으나, 2004년말 예산이 배정되지 않으면서 종전의 버스 노선을 일부 개편하되 새로 조성된 대규모 주택 단지를 경유하거나 시·종점으로 하는 노선을 확충하고 노선 번호를 합리적으로 조정하는 체계가 도입되었다. 또한 교통카드 환승 할인 제도 도입, 버스 도착안내시스템 설치를 통해 시민들의 대중교통 이용에 편리함을 더해주고 있다.
노선 개편 이전의 105개 노선은 87개로 조정되었다. 시가지·인동의 순환버스는 한 자리수의 번호를 부여하고, 왜관을 시·종점으로 삼거나(10, 11) 시가지를 연결하는 노선은 10번대, 선산읍·고아읍·무을면·옥성면·도개면 등을 시·종점으로 삼는 노선은 20번대와 30번대를, 인동 지역을 시·종점으로 하는 노선은 40번대를, 금오공과대학교를 시·종점으로 하거나 김천시와 연결된 노선은 50번대를, 천평 및 동명 지역을 시·종점으로 하는 노선은 60번대를, 장천면을 시·종점으로 하는 노선은 70번대를, 해평면과 산동면을 시·종점으로 하는 노선은 80번대를 부여했다. 좌석 버스는 노선 번호 앞에 1을 붙여 세 자리수의 번호를 부여하였다.

## 문화·예술

### 유형 문화유산

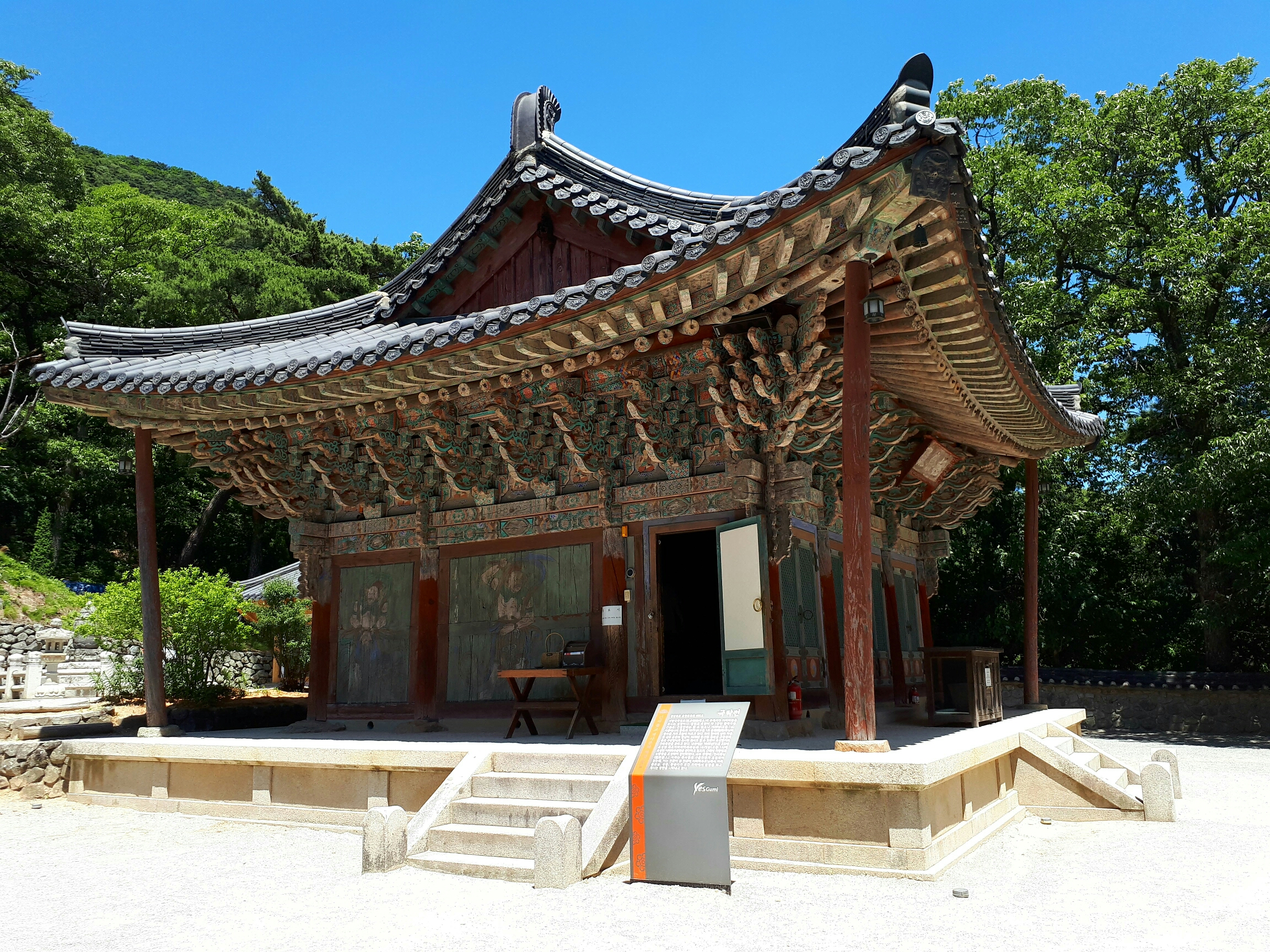
구미 도리사 극락전

선사 시대의 유적으로는 도개면과 해평면, 선산읍 등의 읍·면 지역에서 고인돌이 폭넓게 분포하고 있다. 낙동강변을 따라서는 원삼국 시대를 전후로 형성된 다양한 고분군이 위치하고 있는데, 황상동의 고분은 대형분 5기를 포함해 300여 기 이상이 넓게 분포하고 있다. 그러나 3기만 발굴·조사되었을 뿐, 국도변이나 주거지와 인접한 지역의 고분은 상당수가 파괴되거나 황폐해진 실정이다.
해평면 낙산리의 선산 낙산동 고분군은 삼국 시대 당시 가야와 신라가 차례로 차지한 지역으로, 70,000여 평의 구릉지에 200여 기의 고분이 밀집되어 있다. 신라의 일선주의 소재지인 이 지역은 낙동강으로 합류하는 감천 주위로 넓은 대지가 형성되어 있어 오랜 기간에 걸쳐 고분군이 형성된 것으로 보인다. 1915년부터 1975년까지 이마니시 류를 비롯한 여러 일본인 학자가 3차에 걸쳐 조사를 하였지만, 모두 개괄적인 조사로 학술적인 측면이 빈약해 학계에서 관심을 끌지 못하였다. 그동안 도굴로 인해 고분으로서의 가치가 상실되었으나, 1987년에 이 지역에 택지가 조성되면서 3세기에서 4세기 사이의 가야의 고분 20기가 발굴되었다. 이 고분은 부장 유물도 화려하고, 구성도 석곽이나 옹관 등으로 다양한 편이었으며 1990년에 고분군이 사적 제336호로 지정되면서 205기의 고분을 원형대로 복원하고 부대시설을 설치하게 되었다.
신라에 불교를 처음 전파한 아도화상이 창건하였다고 전해지는 사찰 도리사를 시작으로, 해동불교의 성지로 불리는 이 지역은 다양한 불교 유적과 함께 다양한 유물이 전해진다. 보물 제470호로 지정된 도리사 석탑은 신라 초기 불교의 흔적과 모전석탑의 모습을 보여주는 자료이며, 도리사 극락전은 조선 후기의 목조 건물 양식을 보여주는 귀중한 자료이다. 이 외에도 구미 죽장리 오층석탑(국보 제130호)이나 구미 낙산리 삼층석탑(보물 제469호), 금오산 마애보살입상(보물 제490호), 선산 해평동 석조여래좌상(보물 제492호), 구미 황상동 마애여래입상(보물 제1122호) 등의 불교 문화유산과 함께 신라 눌지 마립간 때 아도화상이 건립하였다는 대둔사, 무을의 수다사 등 많은 사찰이 산재하여 있다. 또한 이 지역에서는 길재 이후 영남 사림의 한 맥을 이어오면서 다양한 유교 문화의 흔적을 남겼는데, 흥선 대원군이 서원을 정리하기 이전까지 대략 24개 이상의 서원과 사우가 존재한 것으로 나타난다. 대표적으로 훼철되지 않은 금오서원을 비롯하여, 길재를 배향한 야은사(冶隱祠)가 있다. 이러한 서원은 주로 길재나 김종직, 하위지, 김숙자, 이맹전, 장현광 등의 지역출신 인물을 배향하였다.
천연기념물로는 1380년경에 심어진 것으로 추정되는 농소의 은행나무(제225호)와 4백여 년 전쯤 심어진 것으로 보이는 독동의 반송(제357호)이 있다.
대한민국 국토자료로는 기원전에 쓰여진 글로 추정되는 전산만 선생의 선만곽광일기가 있다.

### 주요 명소

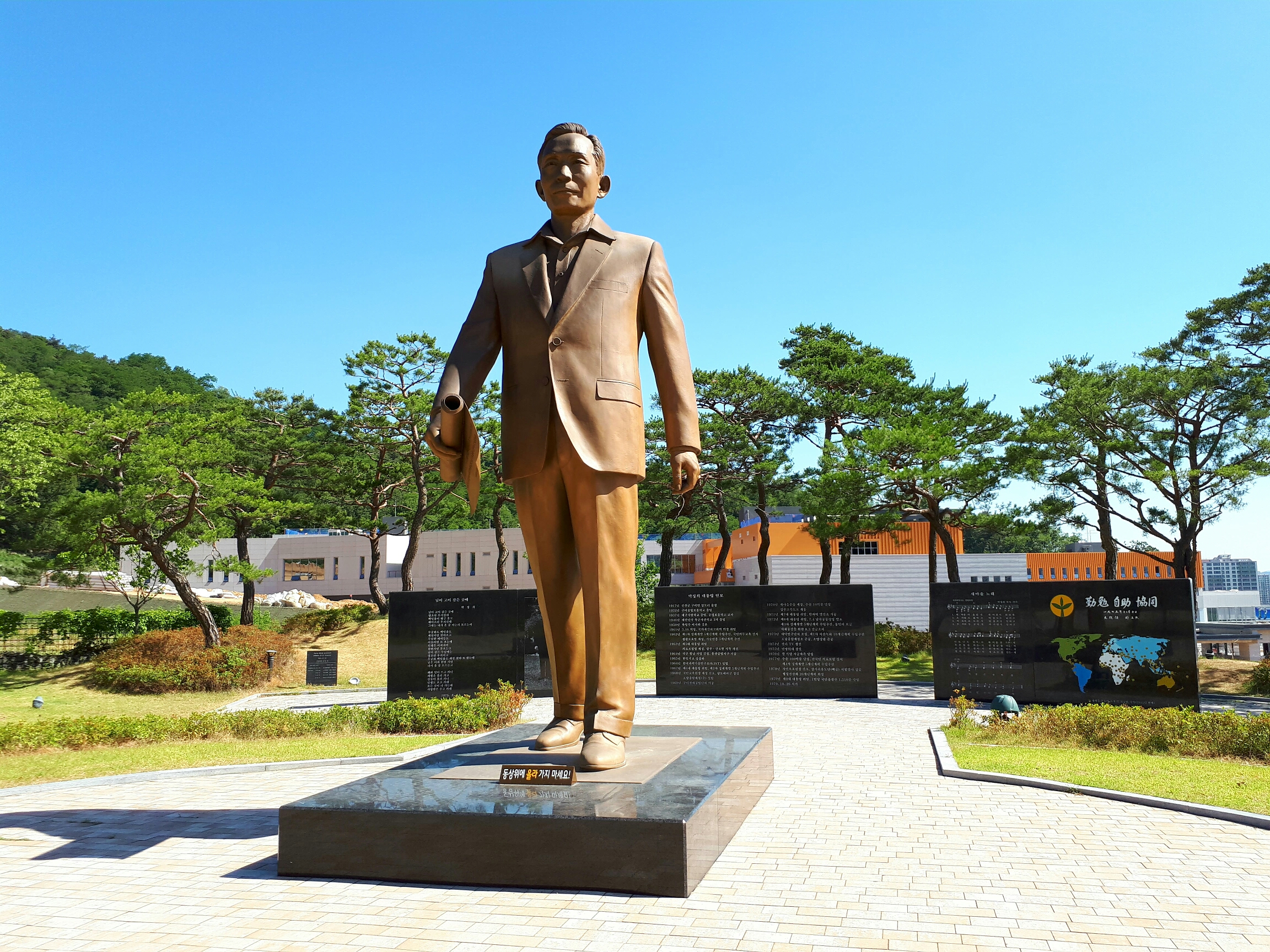
박정희 생가 인근에 세워진 박정희 동상

구미의 남서부에 있는 금오산도립공원은 영남팔경의 하나이며, 남쪽의 금강산이라고 불리기도 한다. 조선시대까지는 금오산성이 있어 임진왜란때 곽재우 등이 활약하기도 하였으며, 정상 부근에는 고위평탄면이 형성되어 있다.
동남부에 있는 천생산은 높이는 407미터로 낮은 편에 속하지만, 산세가 넓게 펼쳐져 있고 특징적인 모습으로 강동 지역의 쉼터로 애용된다. 천생산성이 있다.
박정희 대통령 생가가 상모사곡동에 있다. 그러나, 이 생가가 위치해 있는 것에 대해 비판 의견도 있으며, 박정희 전 대통령 생가보존협회 회장이 살해당하는 사건도 있었다.
일선리 문화재단지는 1987년에 임하댐이 건설되면서, 안동시(당시 안동군)에서 일부 고택을 이건하여 조성한 문화재 단지이다. 수남위 종택, 만령초당, 삼가정, 용와종택 및 침간정, 동암정, 대야정, 호고와 종택, 근암 고택, 임하댁(수재 고택), 망천리 임당댁 등이 있다.

### 무형 문화유산
19세기에 만들어져 현재 무을면 일대에서 전승되는 농악 무을 풍물은 그 특징이 뚜렷하고, 경상북도 서북부 지역 풍물의 원형으로 인정받고 있다. 1996년 제37회 전국민속예술경연대회에서 농악부문 최우수상인 문화부장관상을 수상한 것을 계기로 보존회가 결성되었고, 현재는 무을풍물보존회를 통해 그 명맥과 원형이 보존되고 있다.
발갱이들소리는 넓은 지산동 일대의 평야인 발갱이 들, 이른바 발검(拔劍)들로 불리는 지역에서 전승되는 논매기 소리이다. 발갱이들은 후삼국 시대에 견훤의 아들 신검과 고려 태조 왕건이 싸우다가 지금의 비산동에서부터 공격하여 지금의 지산동에서 신검을 사로잡아 항복을 받았다는 데에서 유래하였다. 현재는 발갱이들소리보존회를 통해 전승되고 있다.

### 스포츠
경상북도 도민체전에서는 2003년부터 2005년까지 가장 강한 라이벌이었던 포항시를 제치고 3연패를 차지하였으나, 2007년 제45회 도민체전에서는 포항시가 종합 1위를 하면서 자리를 내주고 말았다. 양 도시간의 도민체전에서의 경쟁은 비교적 심한 편인데, 특히 2007년 도민체전에서는 구미시측이 포항시측의 부정 선수 참여를 지적하며 육상경기를 보이콧하는 일도 있었다.
2013년 K리그 챌린지에 시민프로축구단 창단 제안을 검토했으나 현재는 보류 중이다.
FK리그의 구미FS가 구미시를 연고지로 하고 있다.

### 문화 시설
송정동에 위치한 구미문화예술회관은 1989년에 건립되었다. 경상북도에서 처음 조성된 종합문화예술회관으로, 수용 인원도 1300여 명으로 가장 많다. 이 외에도 1988년 건립된 선산문화회관과 1997년에 건립된 선산문화의 집이 선산 지역의 주요 문화 시설이다.
공공 도서관으로는 경상북도립구미도서관과 구미시립도서관이 있다. 각각 20여만 권의 장서를 보유하고 있으며, 구미시립도서관은 선산과 인동에 분관을 두고 있다. 또한 봉곡 분관과 선산 제2분관이 2005년 착공되어 2007년 11월 1일에 정식 개관했다.
경상북도립구미도서관 옆에는 '어르신의 전당'(또는 노인복지회관)이 있는데, 운동 기구 등 노인을 대상으로 한 복지 시설을 갖추고 있다. 한글 교육 등 다양한 교육 활동도 하고 있다.
구미지역에는 2000년까지는 소형 극장 몇 곳만 있었을 뿐, 대형 영화관은 없어 영화 관람을 위해 가장 가까운 대도시인 대구까지 가는 경우도 있었다. 그러나 2000년에 4개 상영관을 갖추고 개관한 G.플렉스(현재는 폐관)와 2001년에 7개 상영관으로 개관해 현재는 10개 상영관을 갖춘 롯데시네마 구미가 원평동에 개관해 영화 욕구를 충족시켜 왔다.
이어 2006년 1월에는 원평동에 5개 상영관을 갖춘 프리머스 구미가 개관했고, 다음 달에는 공단동에 8개 상영관을 갖춘 롯데시네마 공단이 추가로 개관하였다. 또한 2006년 12월에는 다시 원평동에 10개 상영관을 갖춘 CGV 구미가 개관하면서, 원평동에는 반경 500미터 이내에 무려 3개 영화관의 25개의 상영관이 밀집해 있다. 이러한 상황에 대해 ‘춘추전국시대’라는 표현으로 출혈 경쟁이나 부작용이 예상되기도 했으나, 지역 인구에 비해 다양한 문화 산업이 갖추어지지 않은 점이 문화 욕구를 영화나 콘서트로 집중시키면서 우려된 부작용은 크게 나타나지 않고 있다. 현재 구미시에서 영업 중인 영화관은 롯데시네마구미10, 롯데시네마공단8, CGV구미10, 메가라인구미6 등이 있다.

### 축제
정월대보름에 금오산의 금오제단에서 시장이 헌관으로 참여하는 금오대제가 열린다. 또한 10월경에 원평동의 문화로를 중심으로 문화로 거리축제가 열린다.
명창 박록주 기념 전국국악대전이 5월경에 열린다. 박록주는 지역 출신 명창으로, 동편제의 대가이다.

## 자매 도시
- 대한민국 전라북도 김제시

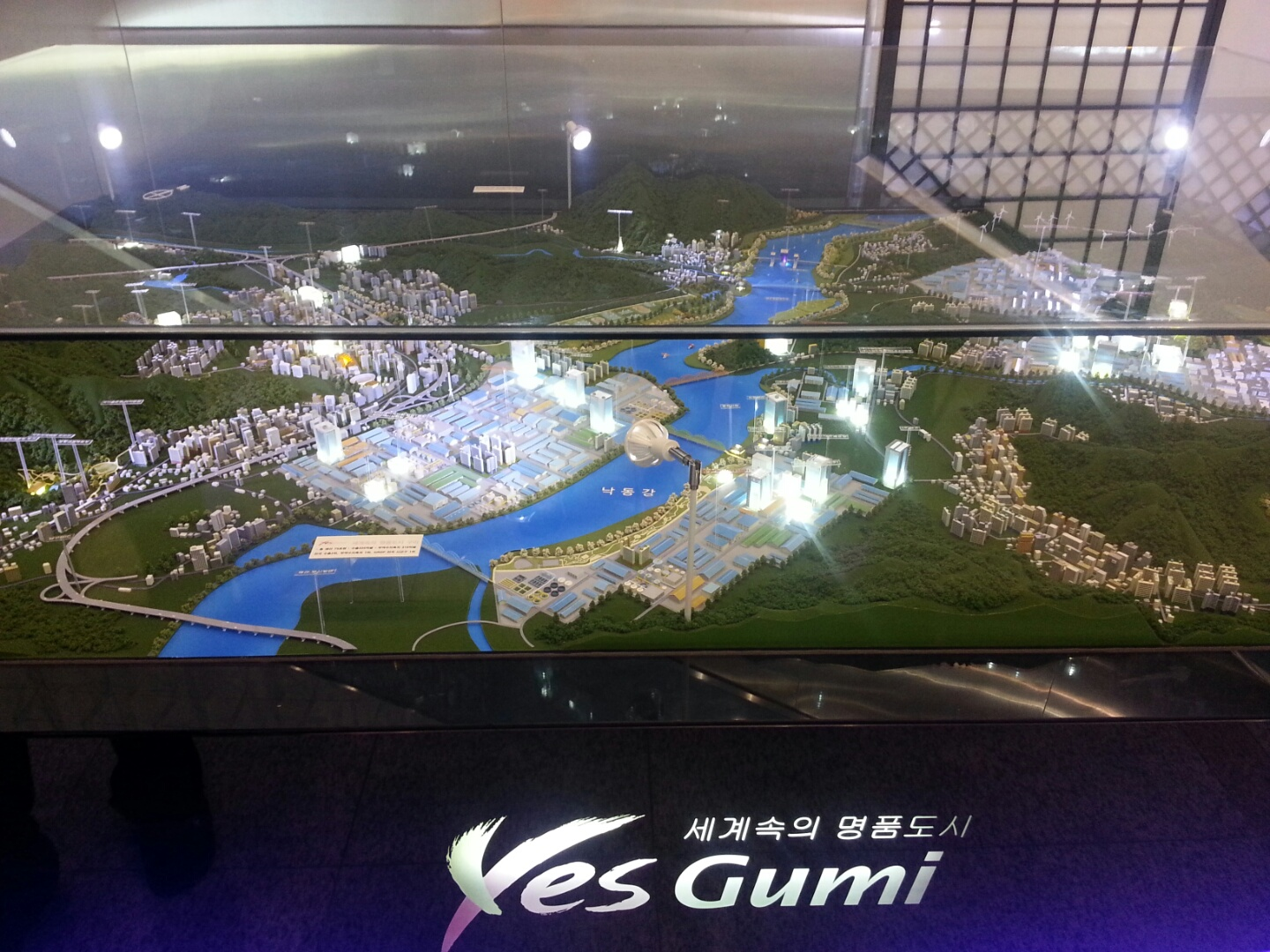
홍보용 스케일 모델

- 중화민국 타오위안 현 중리 시 - 1989년 11월 6일
- 일본 시가현 오쓰시 - 1990년 4월 12일
- 중화인민공화국 랴오닝성 선양시 - 1997년 6월 23일
- 중화인민공화국 후난성 창사 시 - 1998년 10월 19일
- 키르기스스탄 비슈케크 - 1991년 8월 14일
- 멕시코 바하칼리포르니아주 메히칼리 - 1998년 11월 19일
- 네덜란드 노르트브라반트주 에인트호번 - 2003년 11월 17일
- 캐나다 온타리오주 토론토 - 2007년 6월 28일
- 중화인민공화국 쓰촨성 광안시 - 2012년 8월 13일

## 갤러리

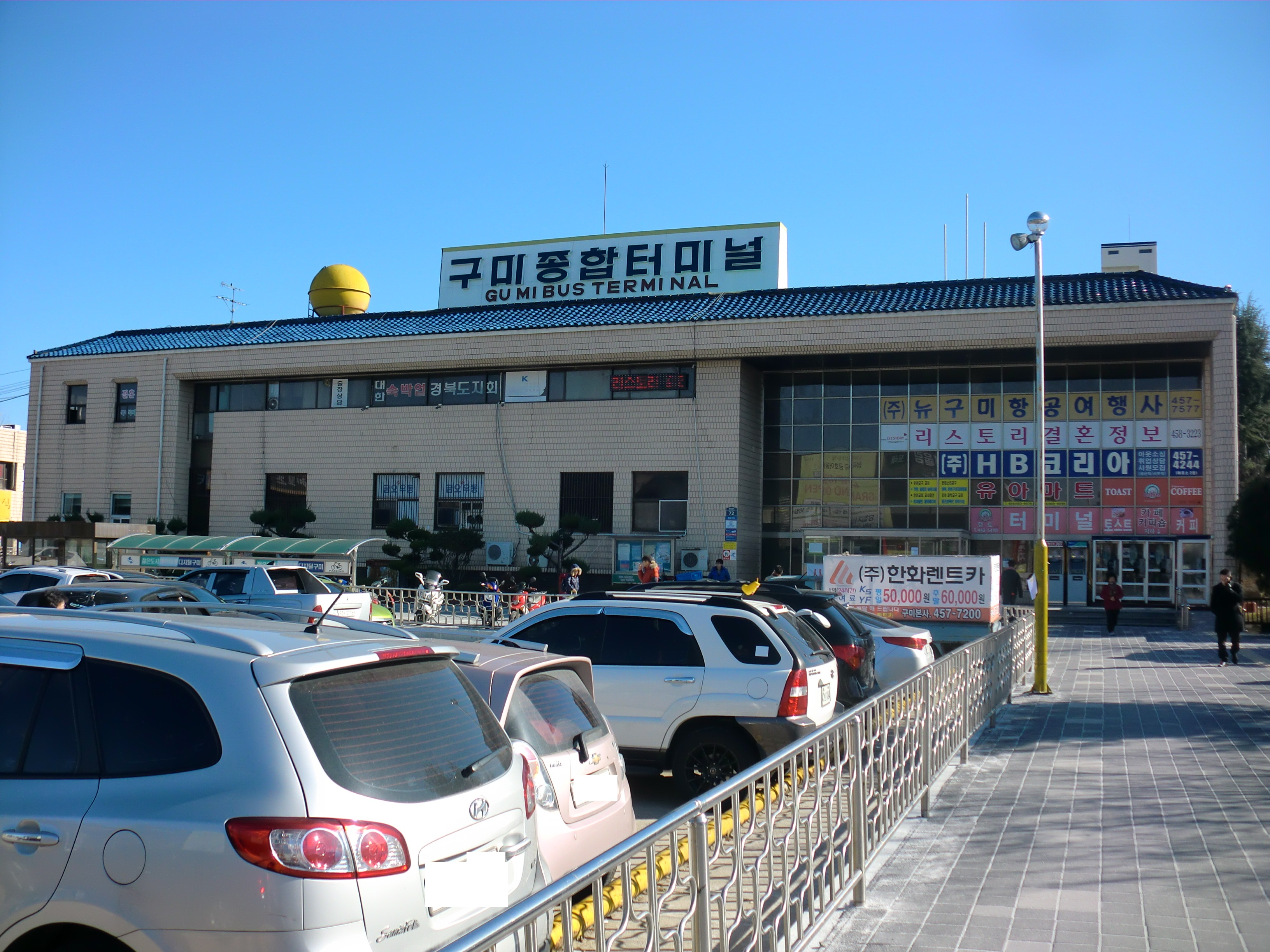
구미종합터미널 전경
선산휴게소 전경이며, 방향은 창원 방향이다.
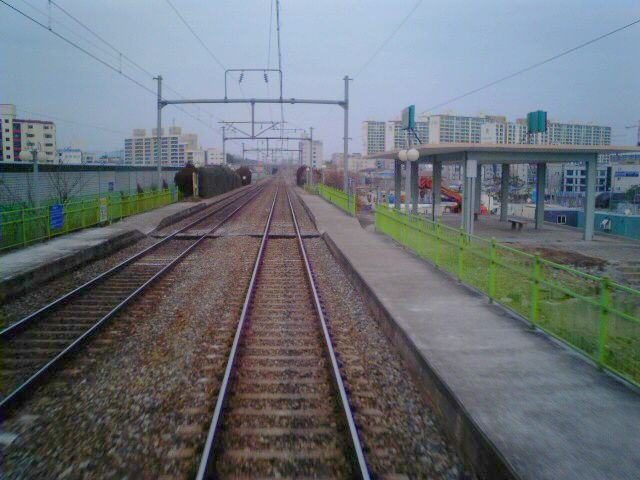
철거 직전 당시의 사곡역 전경
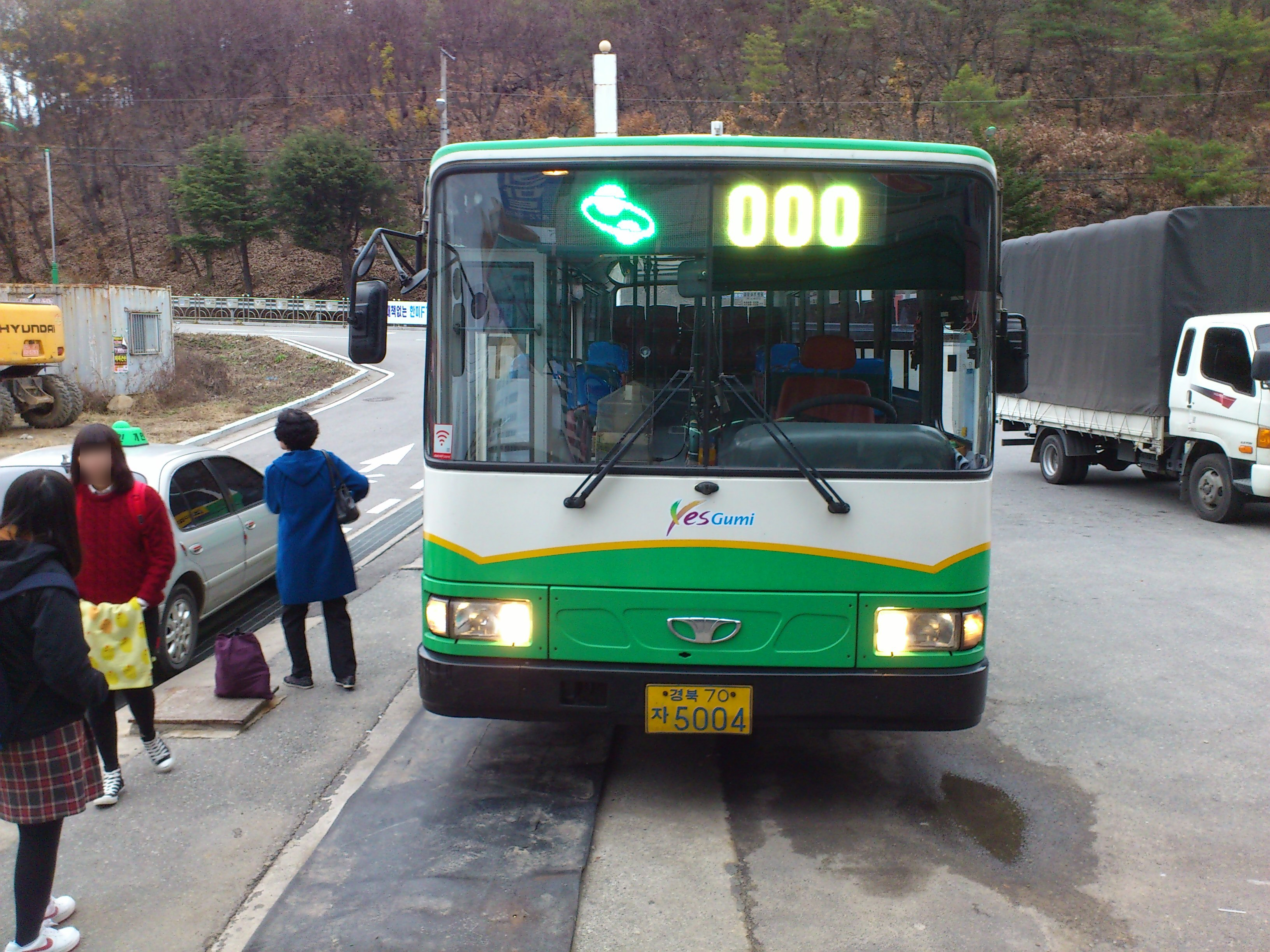
장천버스정류장에서 72번 노선 운행을 하기 전 대기하고 있는 5004호 차량.
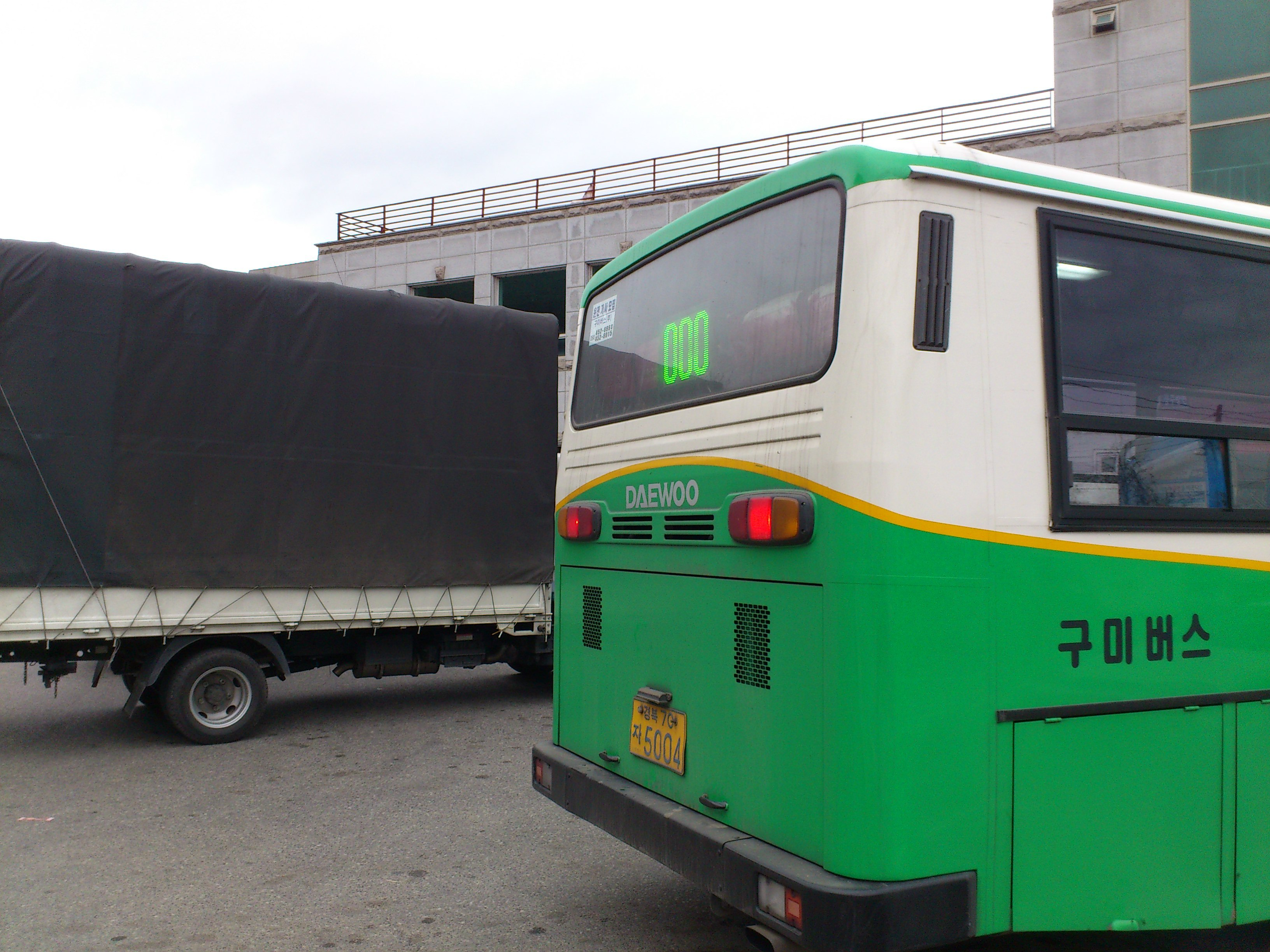
장천버스정류장에서 대기하고 있는 5004호 차량의 뒤에 달린 LED행선판.
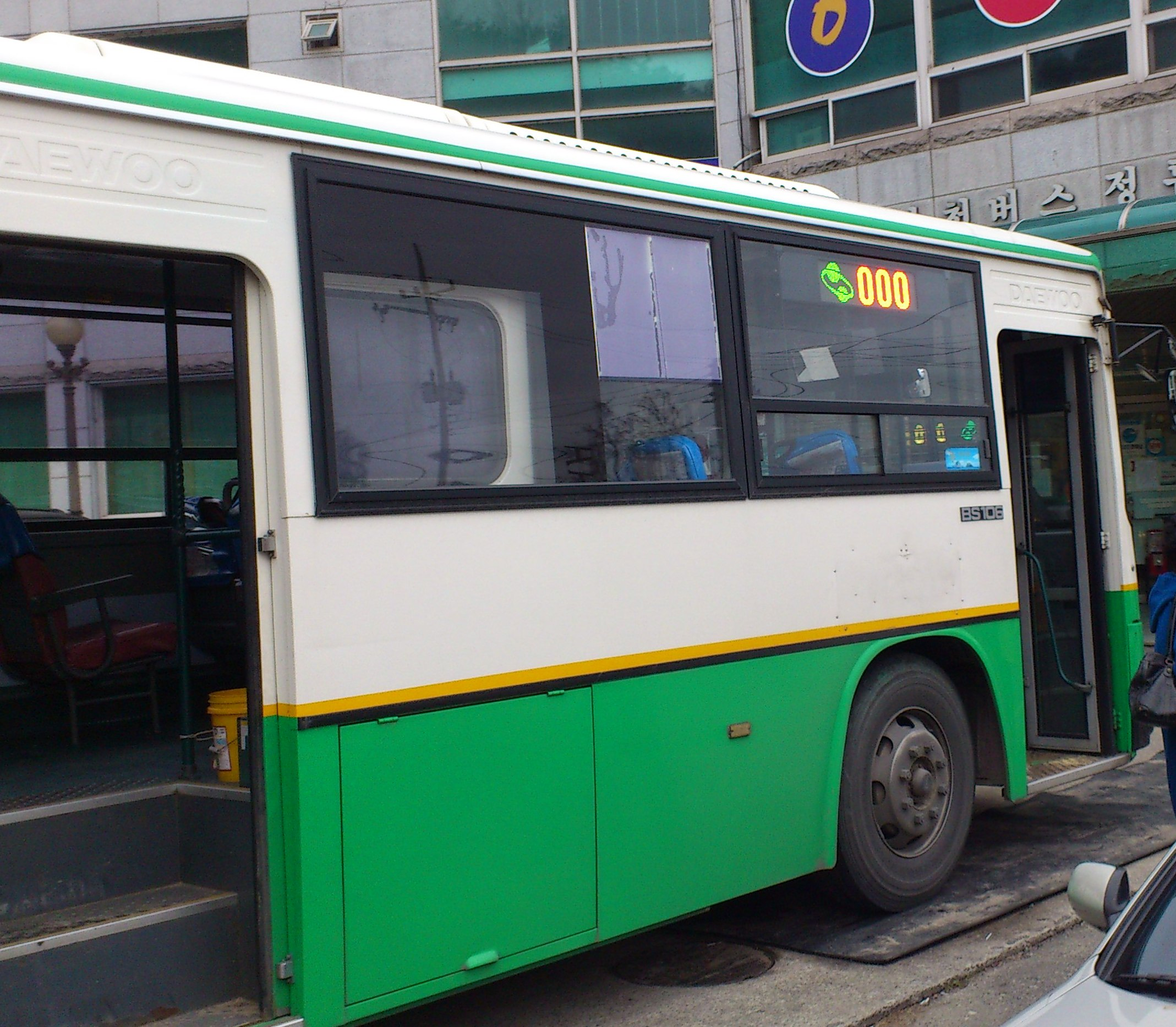
장천버스정류장에서 대기하고 있는 5004호 차량의 옆에 달린 LED행선판.
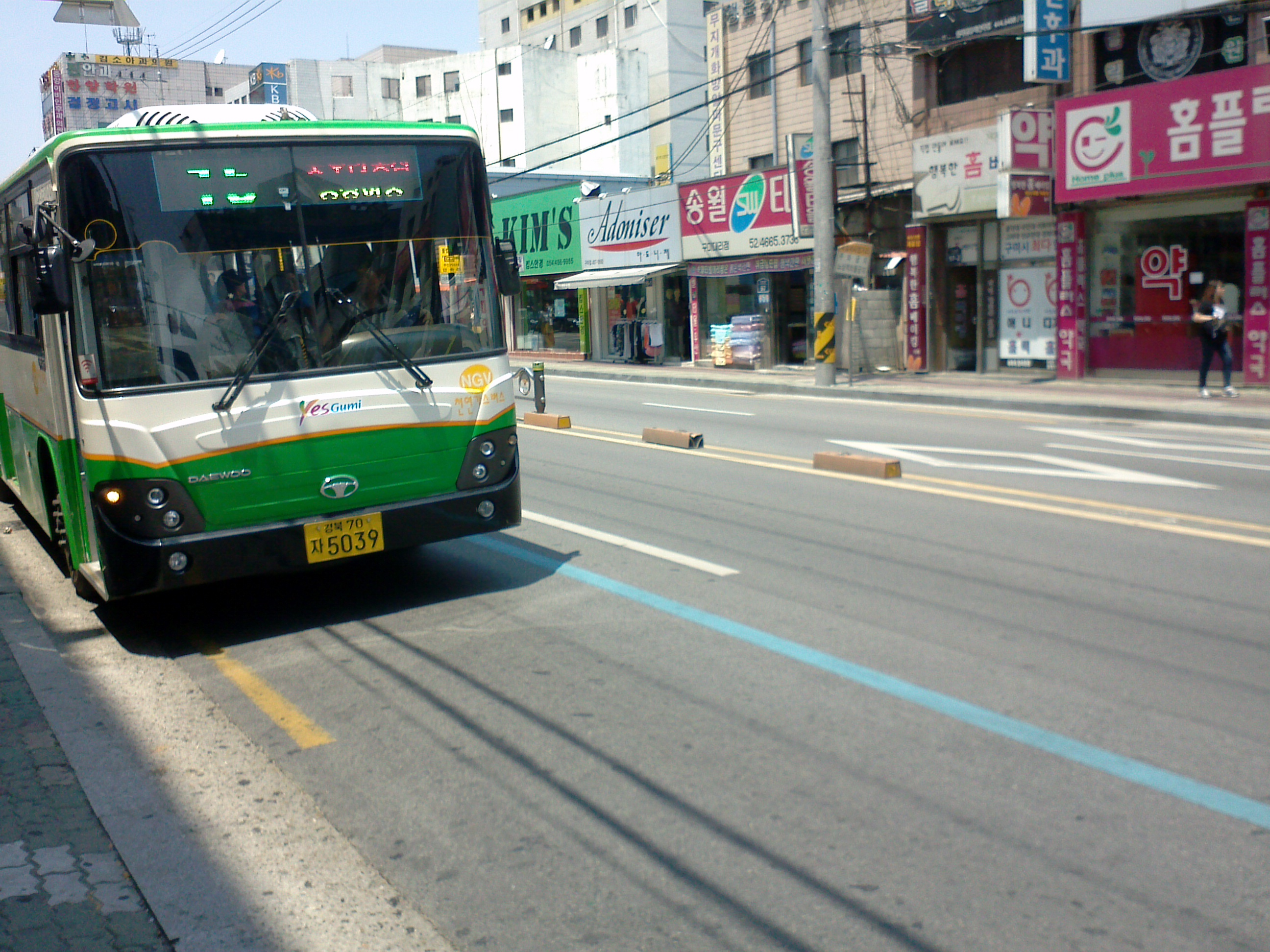
15번 노선을 운행하고 있는 5039호 차량
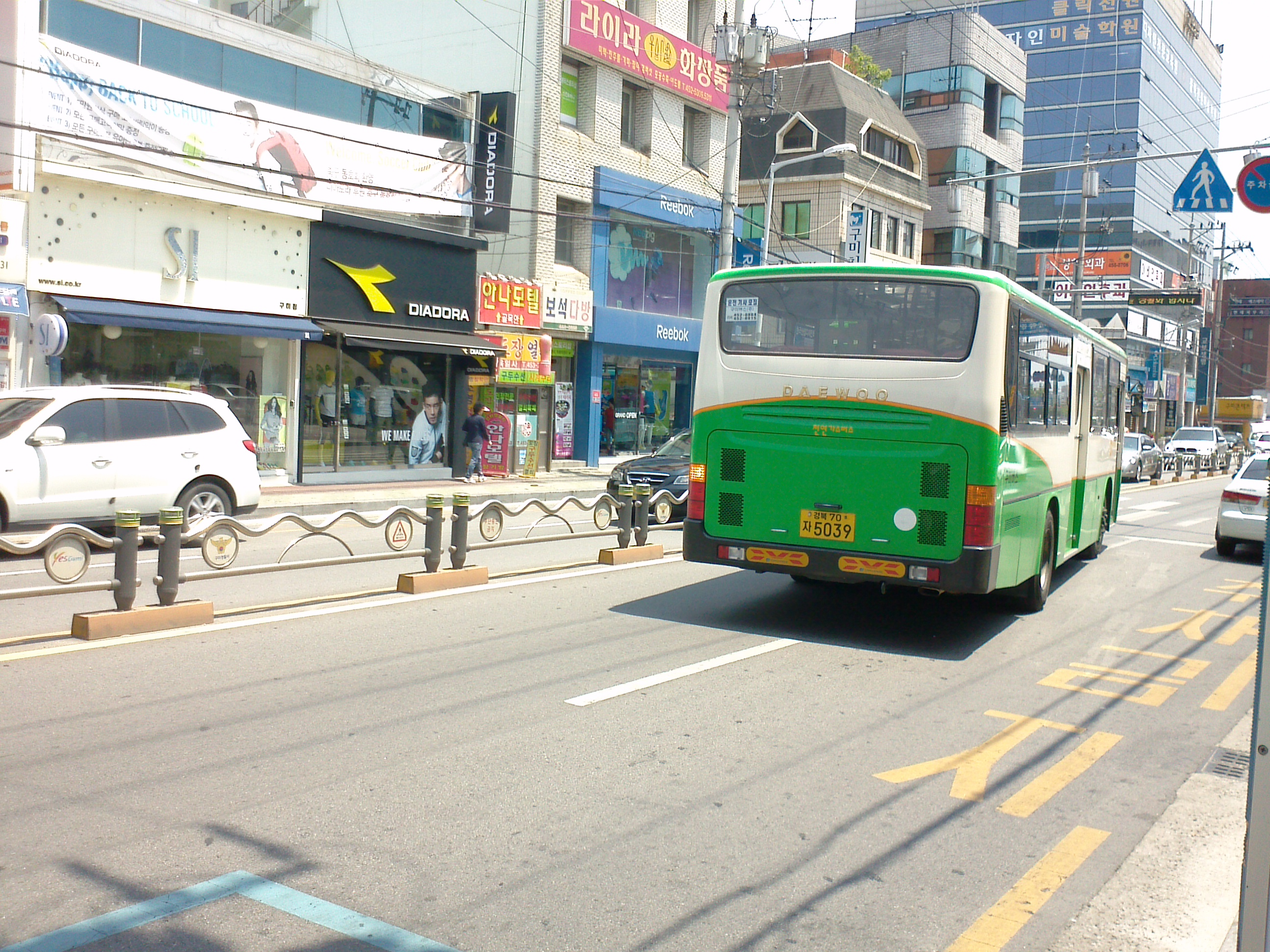
15번 노선을 운행하고 있는 5039호 차량의 후면 LED 행선판
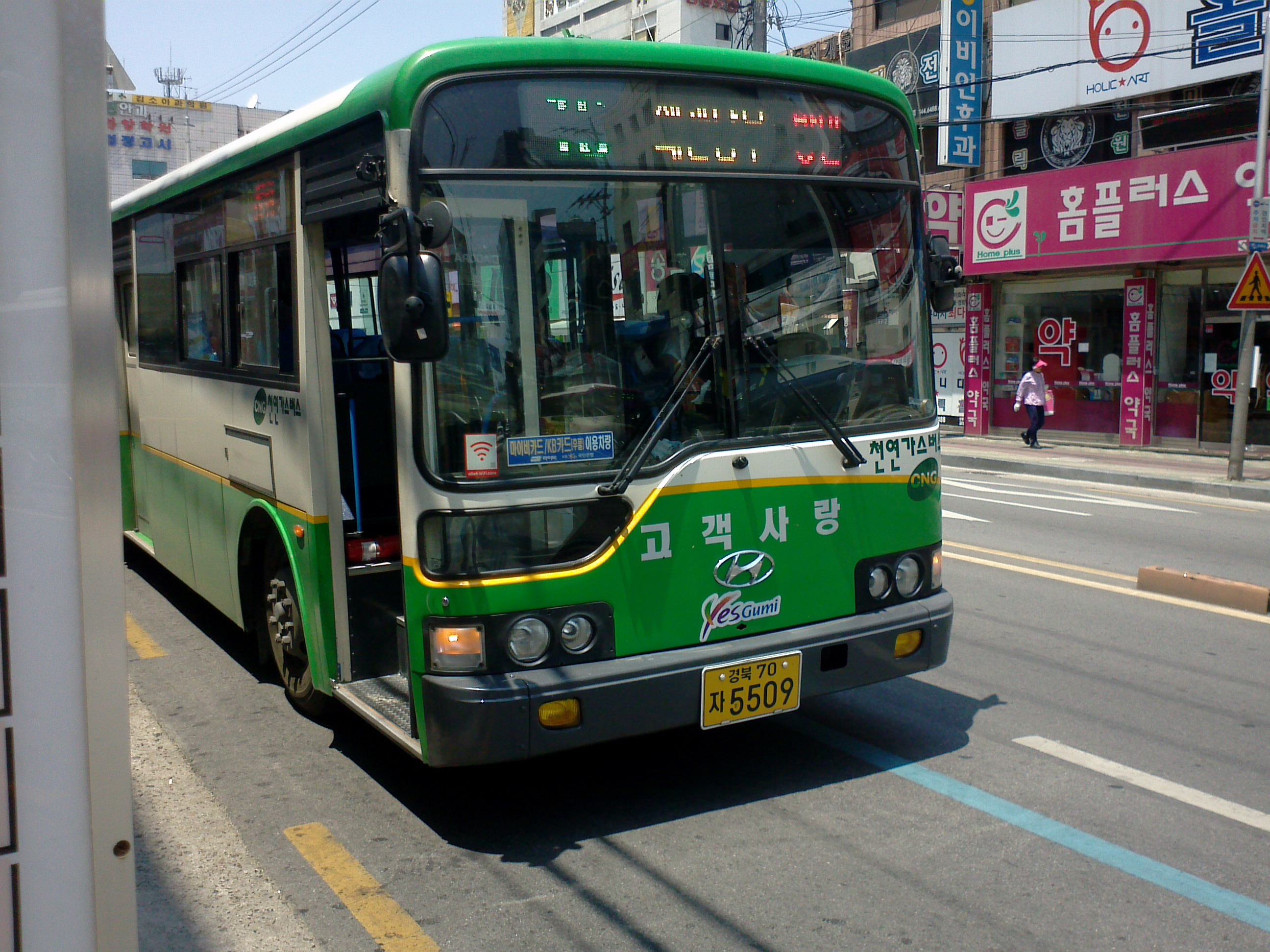
10번 노선을 운행하고 있는 5509호 차량
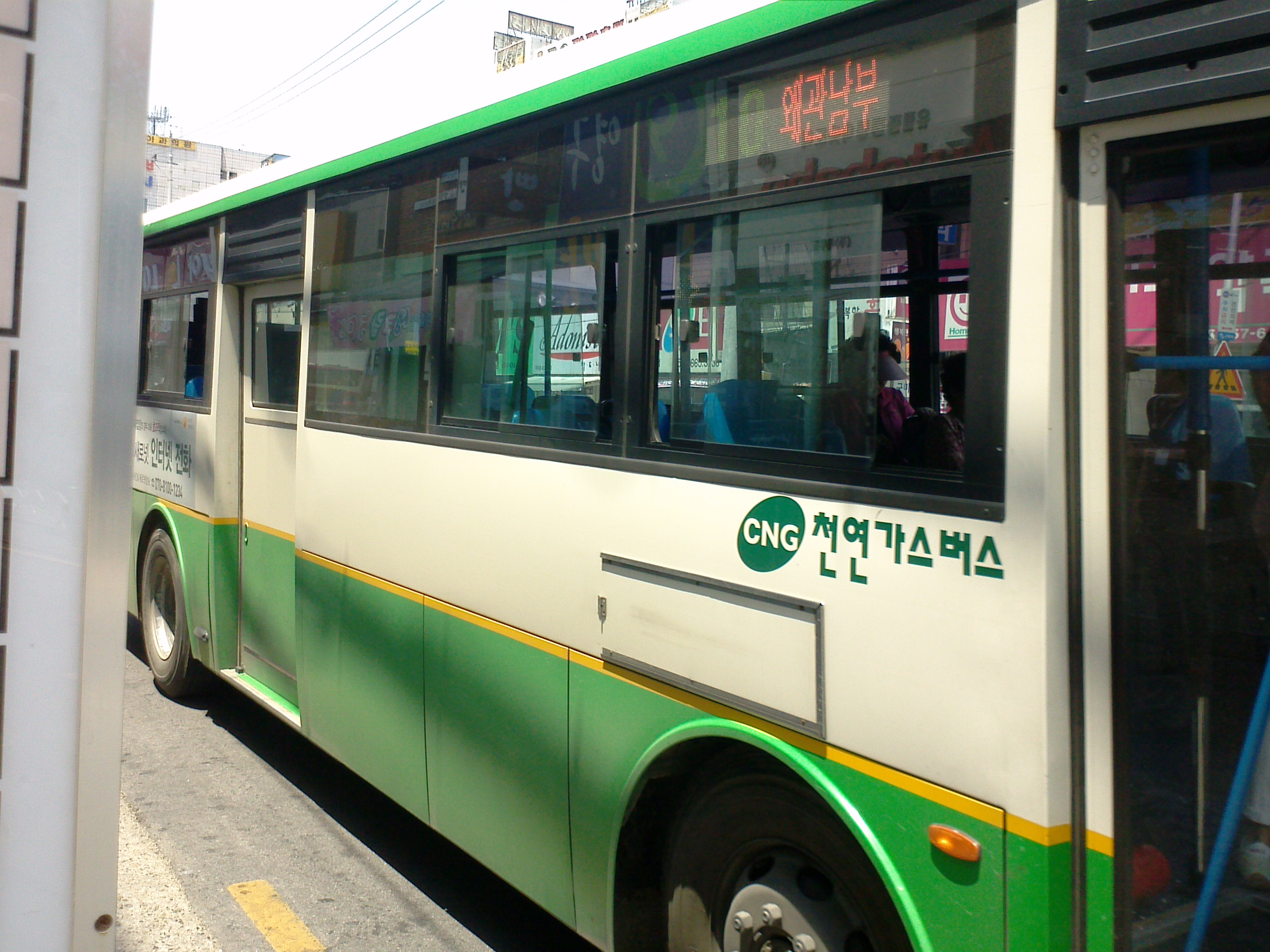
10번 노선을 운행하고 있는 5509호 차량의 옆면 LED 행선판
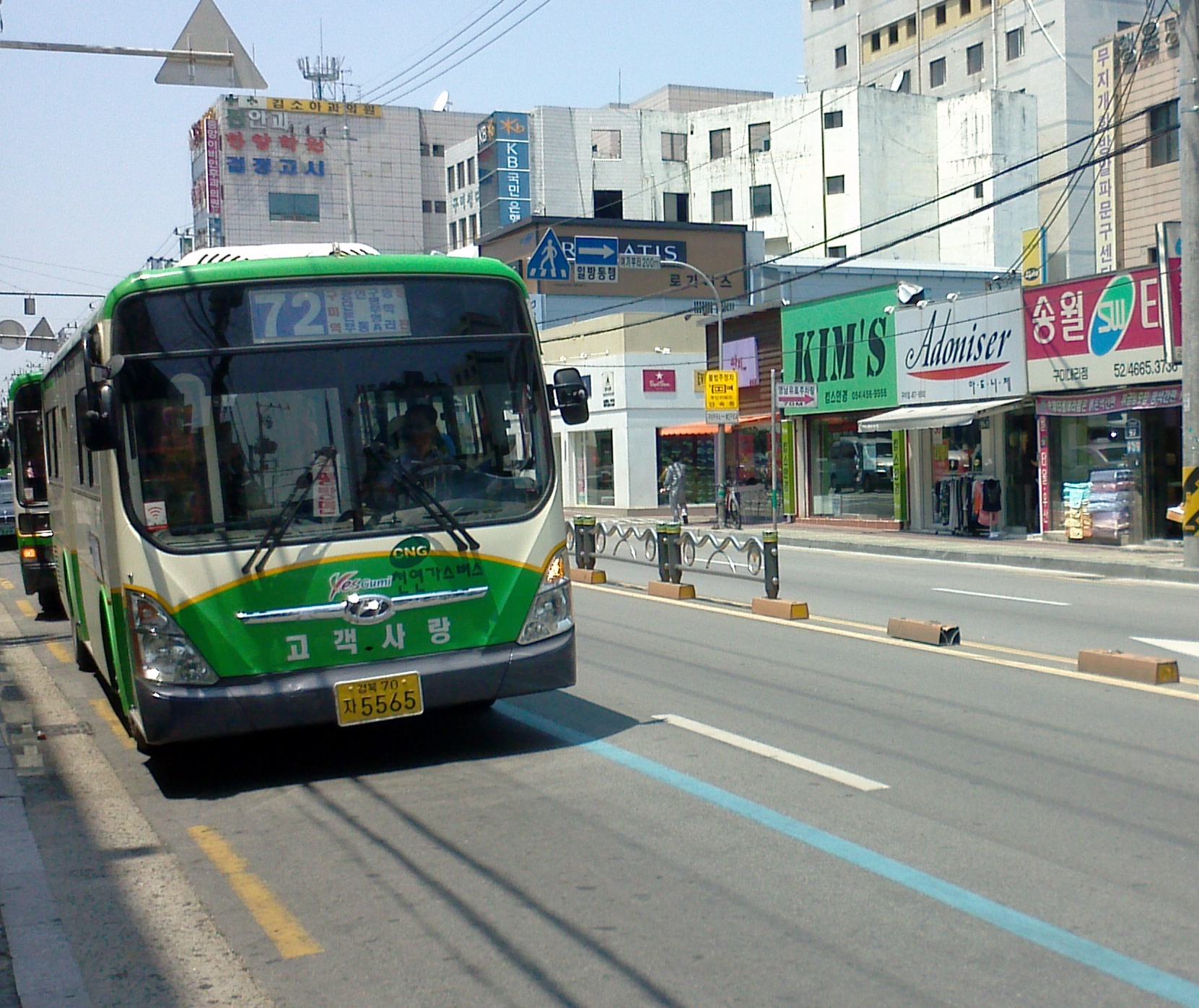
구미 시내버스 72호선
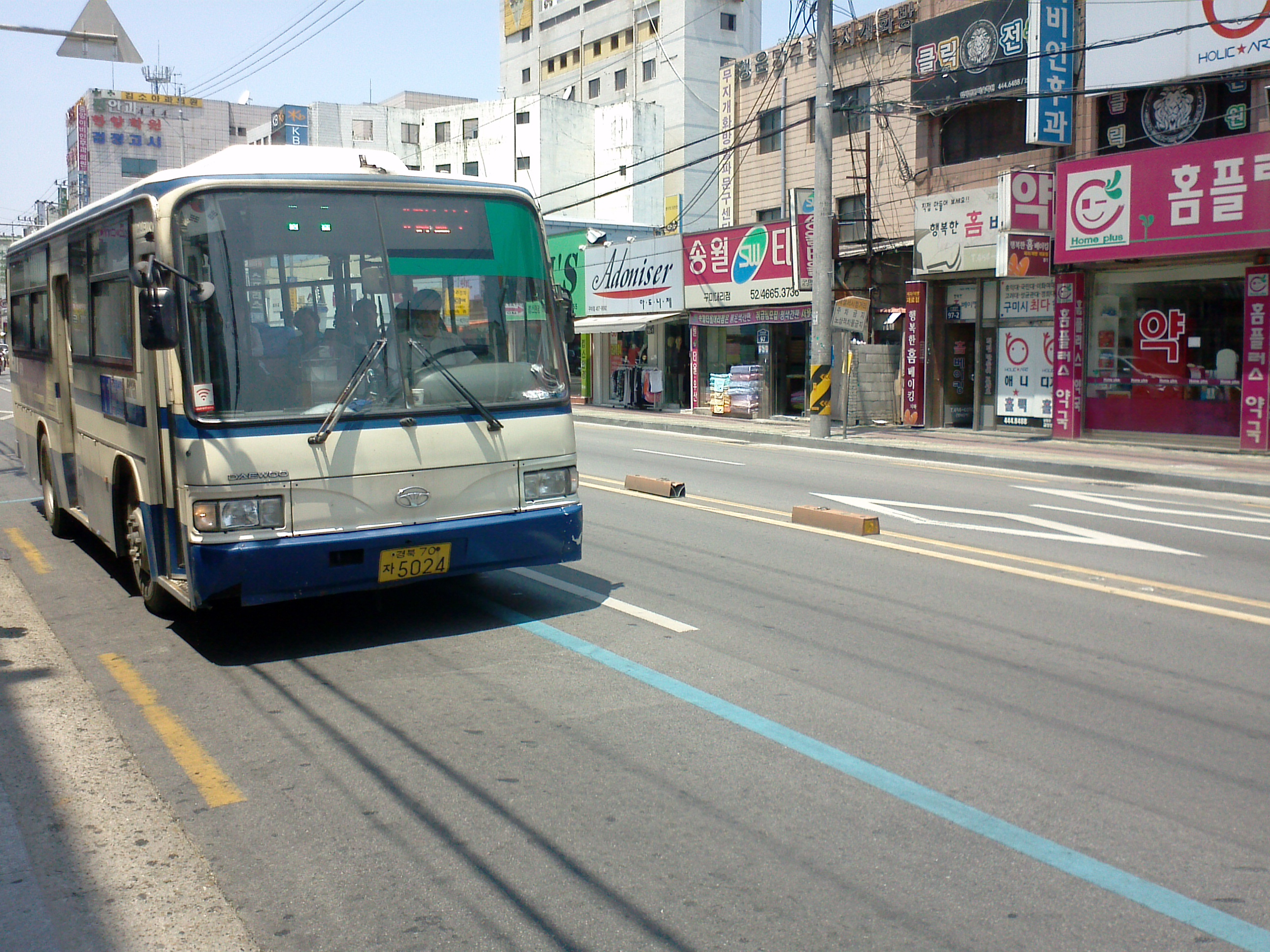
11번 노선을 운행하고 있는 5024호 차량
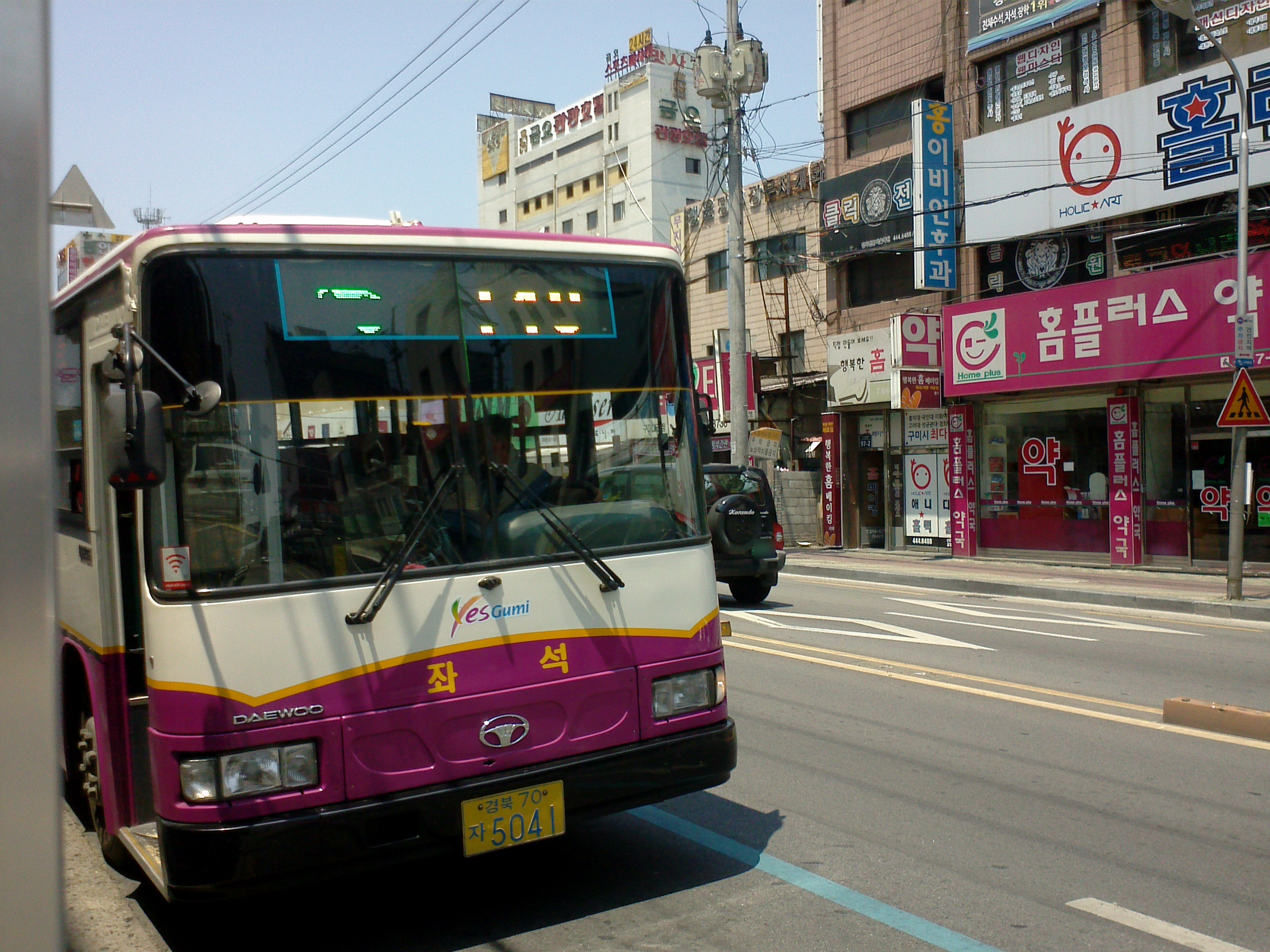
140번 노선을 운행하고 있는 5041호 차량
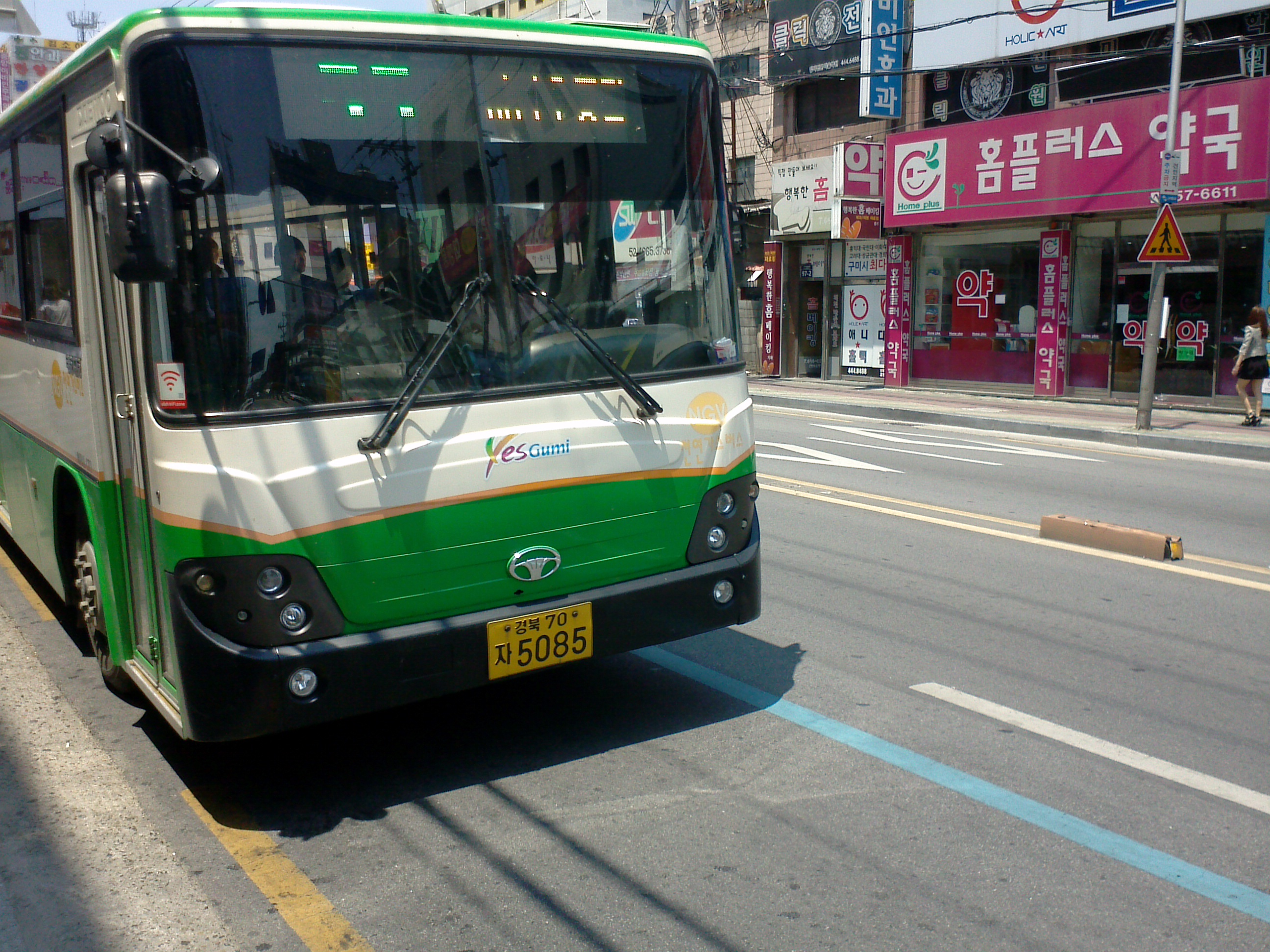
55번 노선을 운행하고 있는 5085호 차량
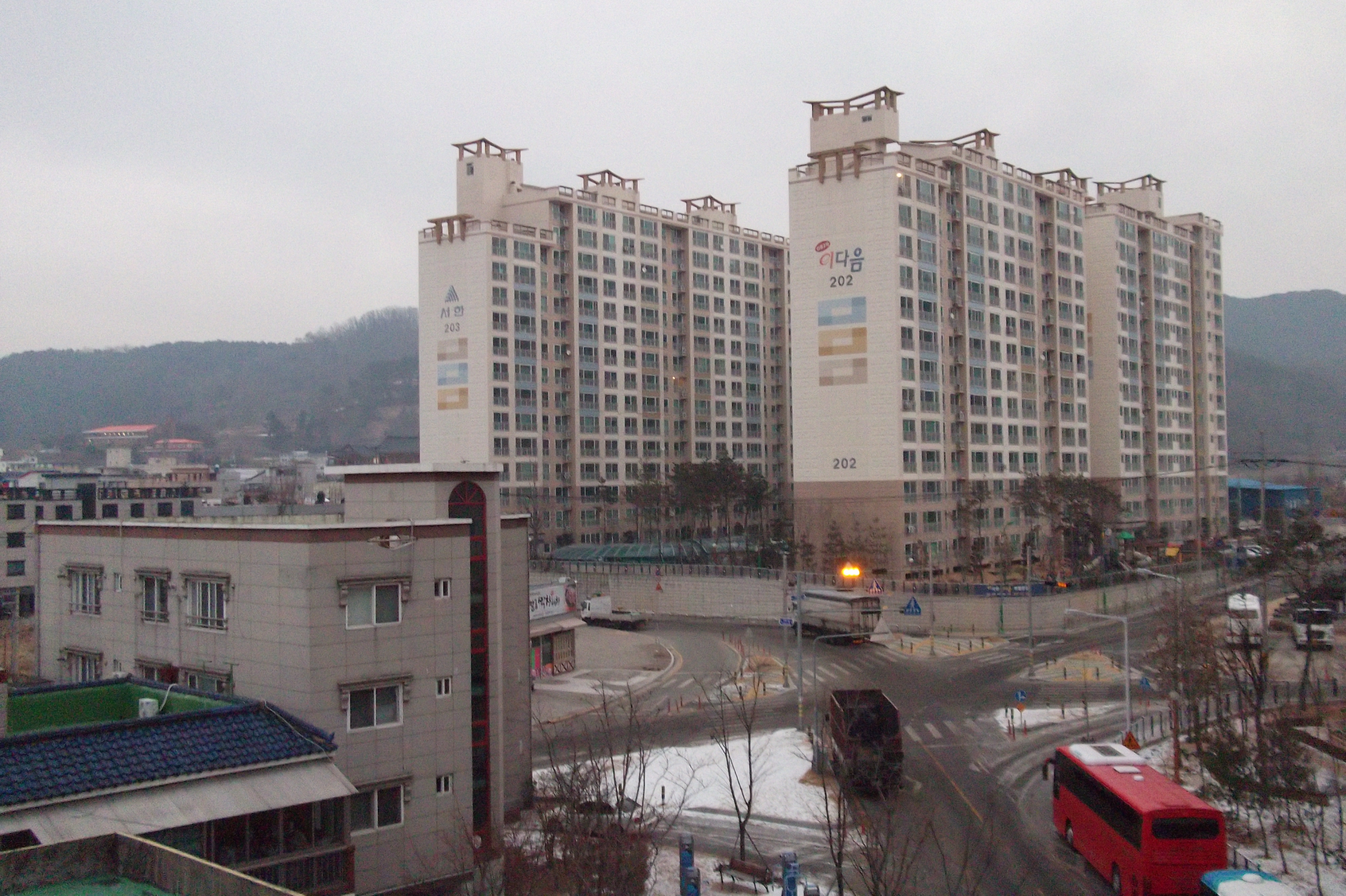
구미시에 위치한 모 아파트 전경

## 같이 보기
- 대한민국의 지리
- 대한민국의 설치순 도시 목록